# Liste der Schulen in Niedersachsen
Dieser Artikel bietet eine Auflistung der weiterführenden Schulen in Niedersachsen. Darunter fallen folgende Schulformen:
- Gymnasium
- Oberschule
- Gesamtschule
- Realschule
- Hauptschule
- Freie Waldorfschule
- Abendgymnasium
- Kolleg
- Berufsbildende Schulen mit Vollzeitschule oder Berufliches Gymnasium

Hinweise:
- Grundschulen und Förderschulen werden nur in Kombination mit einer der oben genannten Schulen aufgelistet. Alleinstehende Grund- oder Förderschulen werden nicht aufgelistet.
- Sollte die Schule noch keinen eigenen Artikel haben, sollte auf deren Website hingewiesen werden.
- Die Schülerzahl ist nur als Zahl zu schreiben. Die Angabe von ca./etwa ist unnötig und wird als gegeben betrachtet.

## Landkreis Ammerland
| Schulart                    | Schulname                                                    | Ort                         | Schülerzahl | Lage                                                                |
| --------------------------- | ------------------------------------------------------------ | --------------------------- | ----------- | ------------------------------------------------------------------- |
| Integrierte Gesamtschule    | IGS Augustfehn                                               | Apen                        | 608         | 53° 13′ 21,0″ N, 007° 45′ 42,0″ O                                   |
| Gymnasium                   | Gymnasium Bad Zwischenahn-Edewecht                           | Bad Zwischenahn Edewecht    | 1365        | 53° 10′ 45,0″ N, 007° 59′ 59,0″ O 53° 07′ 43,0″ N, 007° 58′ 29,0″ O |
| Oberschule                  | Oberschule Bad Zwischenahn                                   | Bad Zwischenahn             | 624         | 53° 10′ 42,0″ N, 007° 59′ 58,0″ O                                   |
| Oberschule                  | Oberschule Edewecht                                          | Edewecht                    | 511         | 53° 07′ 19,0″ N, 007° 59′ 05,0″ O                                   |
| Grund- und Oberschule       | Grund- und Oberschule Friedrichsfehn                         | Edewecht                    | 615         | 53° 07′ 21,0″ N, 008° 05′ 35,0″ O                                   |
| Kooperative Gesamtschule    | KGS Rastede                                                  | Rastede                     | 2091        | 53° 14′ 39,0″ N, 008° 11′ 47,0″ O                                   |
| Gymnasium                   | Europaschule Gymnasium Westerstede                           | Westerstede                 | 1034        | 53° 15′ 12,0″ N, 007° 55′ 35,0″ O                                   |
| Oberschule                  | Oberschule Westerstede                                       | Westerstede                 | 796         | 53° 15′ 46,0″ N, 007° 55′ 38,0″ O                                   |
| Oberschule mit gym. Angebot | Oberschule Wiefelstede                                       | Wiefelstede                 | 490         | 53° 15′ 28,0″ N, 008° 06′ 42,0″ O                                   |
| Berufsbildende Schulen      | Berufsbildende Schulen Ammerland mit Außenstelle Wiefelstede | Bad Zwischenahn Wiefelstede |             | 53° 11′ 48,0″ N, 007° 59′ 24,0″ O 53° 15′ 31,0″ N, 008° 06′ 47,0″ O |

## Landkreis Aurich
| Schulart                              | Schulname                        | Ort                        | Schülerzahl | Lage                                                                |
| ------------------------------------- | -------------------------------- | -------------------------- | ----------- | ------------------------------------------------------------------- |
| Realschule                            | Realschule Aurich                | Aurich                     | 934         | 53° 28′ 34,0″ N, 007° 29′ 12,0″ O                                   |
| Gymnasium                             | Gymnasium Ulricianum             | Aurich                     | 1778        | 53° 28′ 15,0″ N, 007° 28′ 36,0″ O                                   |
| Integrierte Gesamtschule              | IGS Aurich                       | Aurich                     | 1018        | 53° 27′ 59,0″ N, 007° 27′ 43,0″ O                                   |
| Freie Waldorfschule                   | Freie Waldorfschule Ostfriesland | Aurich                     |             | 53° 28′ 15,0″ N, 007° 28′ 59,0″ O                                   |
| Grund- und Oberschule                 | Inselschule                      | Baltrum                    | 33          | 50° 53′ 43,0″ N, 007° 22′ 26,0″ O                                   |
| Realschule                            | Realschule Dornum                | Dornum                     | 237         |                                                                     |
| Kooperative Gesamtschule              | KGS Großefehn                    | Großefehn                  | 809         | 53° 24′ 09,0″ N, 007° 36′ 33,0″ O                                   |
| Haupt- und Realschule                 | Friederikenschule Großheide      | Großheide                  | 496         | 53° 35′ 06,0″ N, 007° 20′ 53,0″ O                                   |
| Grund- und Oberschule in freier Träg. | Freie Schule Ostfriesland        | Großheide                  | 1300        |                                                                     |
| Kooperative Gesamtschule              | KGS Hage – Norden                | Hage Norden                | 1227        | 53° 36′ 15,0″ N, 007° 16′ 58,0″ O                                   |
| Integrierte Gesamtschule              | Hermann-Tempel-Gesamtschule      | Ihlow                      | 569         | 53° 13′ 21,0″ N, 007° 45′ 42,0″ O                                   |
| Oberschule                            | Inselschule Juist                | Juist                      | 64          | 53° 40′ 41,0″ N, 006° 59′ 06,0″ O                                   |
| Integrierte Gesamtschule              | IGS Krummhörn – Hinte            | Krummhörn Hinte            | 731         | 53° 26′ 25,0″ N, 007° 05′ 33,0″ O 53° 25′ 04,0″ N, 007° 11′ 24,0″ O |
| Integrierte Gesamtschule              | IGS Marienhafe – Moorhusen       | Marienhafe Südbrookmerland | 997         | 53° 31′ 16,0″ N, 007° 16′ 45,0″ O 53° 31′ 21,0″ N, 007° 21′ 59,0″ O |
| Gymnasium Norden                      | Ulrichsgymnasium Norden          | Norden                     | 1201        | 53° 35′ 48,0″ N, 007° 11′ 56,0″ O                                   |
| Oberschule                            | Oberschule Norden                | Norden                     | 208         | 53° 36′ 10,0″ N, 007° 10′ 34,0″ O                                   |
| Kooperative Gesamtschule              | KGS Norderney                    | Norderney                  | 238         | 53° 42′ 24,0″ N, 007° 09′ 23,0″ O                                   |
| Kooperative Gesamtschule              | KGS Wiesmoor                     | Wiesmoor                   | 1098        | 53° 24′ 58,0″ N, 007° 44′ 05,0″ O                                   |
| Berufsbildende Schulen                | Berufsbildende Schulen 1 Aurich  | Aurich                     | 1600        | 53° 27′ 55,0″ N, 007° 27′ 40,0″ O                                   |
| Berufsbildende Schulen                | Berufsbildende Schulen 2 Aurich  | Aurich                     | 1800        | 53° 27′ 56,0″ N, 007° 27′ 38,0″ O                                   |
| Berufsbildende Schulen                | Conerus-Schule                   | Norden                     | 2000        | 53° 35′ 55,0″ N, 007° 12′ 16,0″ O                                   |

## Landkreis Grafschaft Bentheim
| Schulart                          | Schulname                                      | Ort          | Schülerzahl | Lage                              |
| --------------------------------- | ---------------------------------------------- | ------------ | ----------- | --------------------------------- |
| Gymnasium                         | Burg-Gymnasium                                 | Bad Bentheim | 709         |                                   |
| Gymnasium in freier Träg.         | Missionsgymnasium St. Antonius                 | Bad Bentheim | 700         |                                   |
| Realschule                        | Realschule Bad Bentheim                        | Bad Bentheim | 435         |                                   |
| Grund- und Hauptschule            | Grund- und Hauptschule Gildehaus               | Bad Bentheim | 421         |                                   |
| Hauptschule                       | Hauptschule Emlichheim                         | Emlichheim   | 180         |                                   |
| Realschule                        | Edith-Stein-Realschule Emlichheim              | Emlichheim   | 360         |                                   |
| Gymnasium                         | Gymnasium an der Vechte                        | Emlichheim   | 243         |                                   |
| Haupt- und Realschule             | Wilhelm-Staehle-Schule                         | Neuenhaus    | 580         |                                   |
| Gymnasium                         | Lise-Meitner-Gymnasium                         | Neuenhaus    | 793         |                                   |
| Gymnasium                         | Gymnasium Nordhorn                             | Nordhorn     | 1174        | 52° 26′ 05,0″ N, 007° 03′ 38,0″ O |
| Gymnasium in kirchl. Trägerschaft | Evangelisches Gymnasium                        | Nordhorn     | 1100        |                                   |
| Oberschule                        | Freiherr-vom-Stein-Oberschule                  | Nordhorn     | 645         |                                   |
| Oberschule                        | Ludwig-Povel-Schule                            | Nordhorn     | 523         |                                   |
| Oberschule                        | Oberschule Deegfeld                            | Nordhorn     | 616         |                                   |
| Oberschule                        | Oberschule Schüttorf                           | Schüttorf    | 659         |                                   |
| Oberschule                        | Oberschule Uelsen                              | Uelsen       | 426         |                                   |
| Oberschule                        | Oberschule Lohne                               | Lohne        | 509         |                                   |
| Berufsbildende Schulen            | Gewerbliche Berufsbildende Schulen             | Nordhorn     |             |                                   |
| Berufsbildende Schulen            | Berufsbildende Schulen Gesundheit und Soziales | Nordhorn     |             |                                   |
| Berufsbildende Schulen            | Kaufmännische Berufsbildende Schulen           | Nordhorn     |             |                                   |

## Landkreis Celle
| Schulart                              | Schulname                                        | Ort                   | Schülerzahl | Lage |
| ------------------------------------- | ------------------------------------------------ | --------------------- | ----------- | ---- |
| Oberschule                            | Anne-Frank-Oberschule                            | Bergen                | 437         |      |
| Oberschule                            | Oberschule an der Welfenallee                    | Celle                 | 796         |      |
| Oberschule                            | Oberschule Westercelle                           | Celle                 | 833         |      |
| Gymnasium                             | Ernestinum Celle                                 | Celle                 | 821         |      |
| Gymnasium                             | Hermann-Billung-Gymnasium                        | Celle                 | 1081        |      |
| Gymnasium                             | Kaiserin-Auguste-Viktoria-Gymnasium              | Celle                 | 1078        |      |
| Integrierte Gesamtschule              | IGS Celle                                        | Celle                 | 1222        |      |
| Grund- und Realschule in freier Träg. | Montessori-Schule                                | Celle                 |             |      |
| Oberschule                            | Oberschule Flotwedel                             | Eicklingen            | 347         |      |
| Gymnasium                             | Hölty-Gymnasium                                  | Hambühren             | 795         |      |
| Oberschule mit gym. Angebot           | Oberschule Lachendorf mit Außenstelle Eschede    | Lachendorf Eschede    | 582         |      |
| Gymnasium                             | Immanuel-Kant-Gymnasium                          | Lachendorf            | 810         |      |
| Oberschule                            | Oberschule Hermannsburg mit Außenstelle Faßberg  | Südheide Faßberg      | 548         |      |
| Gymnasium                             | Christian-Gymnasium Hermannsburg                 | Südheide              | 1011        |      |
| Oberschule mit gym. Angebot           | Oberschule Wathlingen                            | Wathlingen            | 647         |      |
| Oberschule mit gym. Angebot           | Schule im Allertal Winsen mit Außenstelle Wietze | Winsen (Aller) Wietze | 792         |      |
| Berufsbildende Schulen                | Berufsbildende Schulen I                         | Celle                 |             |      |
| Berufsbildende Schulen                | BBS II Axel-Bruns-Schule                         | Celle                 |             |      |
| Berufsbildende Schulen                | BBS III Albrecht-Thaer-Schule                    | Celle                 |             |      |

## Landkreis Cloppenburg
| Schulart                    | Schulname                                         | Ort         | Schülerzahl | Lage                                                                                                  |
| --------------------------- | ------------------------------------------------- | ----------- | ----------- | --- |
| Integrierte Gesamtschule    | IGS Barßel                                        | Barßel      | 370         | 53° 09′ 56,0″ N, 007° 44′ 23,0″ O                                                                     |
| Oberschule                  | Oberschule Bösel                                  | Bösel       | 353         | 53° 00′ 22,0″ N, 007° 57′ 35,0″ O                                                                     |
| Oberschule                  | Oberschule Cappeln                                | Cappeln     | 282         | 52° 48′ 38,0″ N, 008° 06′ 40,0″ O                                                                     |
| Gymnasium                   | Clemens-August-Gymnasium                          | Cloppenburg | 1270        | 52° 50′ 45,0″ N, 008° 03′ 11,0″ O                                                                     |
| Oberschule in kirchl. Träg. | Marienschule Cloppenburg                          | Cloppenburg | 1000        | 52° 50′ 37,0″ N, 008° 02′ 06,0″ O                                                                     |
| Gymnasium in kirchl. Träg.  | Liebfrauenschule Cloppenburg                      | Cloppenburg | 950         | 52° 50′ 58,0″ N, 008° 02′ 51,0″ O                                                                     |
| Oberschule                  | Johann-Comenius-Oberschule                        | Cloppenburg | 560         | 52° 50′ 22,0″ N, 008° 02′ 59,0″ O                                                                     |
| Oberschule                  | Oberschule Pingel Anton Cloppenburg               | Cloppenburg | 552         | |
| Oberschule                  | Oberschule Emstek                                 | Emstek      | 506         | 52° 50′ 13,0″ N, 008° 09′ 31,0″ O                                                                     |
| Oberschule                  | Oberschule Essen                                  | Essen       | 244         | 52° 42′ 49,0″ N, 007° 56′ 04,0″ O                                                                     |
| Gymnasium                   | Albertus-Magnus-Gymnasium                         | Friesoythe  | 928         | 53° 01′ 20,0″ N, 007° 51′ 48,0″ O                                                                     |
| Realschule                  | Realschule Friesoythe                             | Friesoythe  | 609         | 53° 01′ 35,0″ N, 007° 51′ 04,0″ O                                                                     |
| Oberschule                  | Heinrich-von-Oytha-Schule                         | Friesoythe  | 492         | 53° 02′ 15,0″ N, 007° 52′ 49,0″ O                                                                     |
| Oberschule                  | Oberschule Garrel                                 | Garrel      | 606         | 52° 57′ 23,0″ N, 008° 01′ 38,0″ O                                                                     |
| Oberschule                  | Oberschule Lastrup                                | Lastrup     | 263         | 52° 47′ 39,0″ N, 007° 51′ 55,0″ O                                                                     |
| Grund- und Oberschule       | Grund- und Oberschule Lindern                     | Lindern     | 317         | 52° 50′ 46,0″ N, 007° 46′ 43,0″ O                                                                     |
| Hauptschule                 | Gutenbergschule                                   | Löningen    | 233         | 52° 44′ 25,0″ N, 007° 45′ 35,0″ O                                                                     |
| Gymnasium                   | Copernicus-Gymnasium Löningen                     | Löningen    | 805         | 52° 44′ 30,0″ N, 007° 45′ 33,0″ O                                                                     |
| Realschule                  | St.-Ludgeri-Schule                                | Löningen    | 469         | 52° 44′ 27,0″ N, 007° 45′ 28,0″ O                                                                     |
| Oberschule                  | Anne-Frank-Schule                                 | Molbergen   | 531         | 52° 51′ 35,0″ N, 007° 55′ 04,0″ O                                                                     |
| Haupt- und Realschule       | Haupt- und Realschule Saterland                   | Saterland   | 679         | 53° 05′ 58,0″ N, 007° 40′ 48,0″ O                                                                     |
| Gymnasium                   | Laurentius-Siemer-Gymnasium                       | Saterland   | 457         | 53° 05′ 56,0″ N, 007° 40′ 46,0″ O                                                                     |
| Berufsbildende Schulen      | Berufsbildende Schulen Technik in Cloppenburg     | Cloppenburg |             | 52° 50′ 13,0″ N, 008° 03′ 46,0″ O                                                                     |
| Berufsbildende Schulen      | Berufsbildende Schulen am Museumsdorf Cloppenburg | Cloppenburg |             | 52° 50′ 46,0″ N, 008° 03′ 04,0″ O                                                                     |
| Berufsbildende Schulen      | Berufsbildende Schulen Friesoythe                 | Friesoythe  |             | 53° 01′ 02,0″ N, 007° 51′ 34,0″ O 53° 01′ 30,0″ N, 007° 51′ 41,0″ O 53° 01′ 35,0″ N, 007° 51′ 09,0″ O |

## Landkreis Cuxhaven
| Schulart                              | Schulname                                                 | Ort                  | Schülerzahl | Lage |
| ------------------------------------- | --------------------------------------------------------- | -------------------- | ----------- | ---- |
| Oberschule                            | Adolf-Butenandt-Schule                                    | Beverstedt           | 406         |      |
| Gymnasium                             | Gymnasium Wesermünde (Landkreis Cuxhaven ist Schulträger) | Bremerhaven          | 932         |      |
| Oberschule                            | Schule Am Dobrock                                         | Cadenberge           | 491         |      |
| Gymnasium                             | Lichtenberg-Gymnasium                                     | Cuxhaven             | 692         |      |
| Grund- und Hauptschule                | Grund- und Hauptschule Altenbruch                         | Cuxhaven             | 226         |      |
| Oberschule                            | Oberschule Cuxhaven-Mitte                                 | Cuxhaven             | 276         |      |
| Realschule                            | Geschwister-Scholl-Schule Altenwalde                      | Cuxhaven             | 465         |      |
| Gymnasium                             | Amandus-Abendroth-Gymnasium                               | Cuxhaven             | 746         |      |
| Realschule                            | Realschule Cuxhaven                                       | Cuxhaven             | 608         |      |
| Grund- und Hauptschule                | Süderwischschule                                          | Cuxhaven             | 388         |      |
| Freie Waldorfschule                   | Freie Waldorfschule Cuxhaven                              | Cuxhaven             | 190         |      |
| Gymnasium                             | Niedersächsisches Internatsgymnasium Bad Bederkesa        | Geestland            | 766         |      |
| Oberschule                            | Schule an der Mühle                                       | Geestland            | 440         |      |
| Oberschule mit gym. Angebot           | Oberschule Langen                                         | Geestland            | 504         |      |
| Gymnasium                             | Gymnasium Langen                                          | Geestland            | 560         |      |
| Haupt- und Realschule                 | Hermann-Allmers-Schule                                    | Hagen                | 449         |      |
| Gymnasium in freier Träg.             | Waldschule Hagen-Beverstedt                               | Hagen                | 975         |      |
| Haupt- und Realschule                 | Osteschule                                                | Hemmoor              | 367         |      |
| Gymnasium                             | Gymnasium Warstade                                        | Hemmoor              | 694         |      |
| Oberschule                            | Schule am Hohen Rade                                      | Lamstedt             | 319         |      |
| Gymnasium                             | Gymnasium Loxstedt                                        | Loxstedt             | 355         |      |
| Haupt- und Realschule                 | Haupt- und Realschule Loxstedt                            | Loxstedt             | 530         |      |
| Grund- und Oberschule in freier Träg. | LernArt - Freie Schule Oberndorf                          | Oberndorf            | 50          |      |
| Hauptschule                           | Hauptschule Otterndorf                                    | Otterndorf           | 183         |      |
| Gymnasium                             | Gymnasium Otterndorf                                      | Otterndorf           | 457         |      |
| Realschule                            | Johann-Heinrich-Voss-Realschule                           | Otterndorf           | 389         |      |
| Oberschule                            | Oberschule Schiffdorf                                     | Schiffdorf           | 389         |      |
| Oberschule                            | Oberschule Achtern Diek                                   | Wurster Nordseeküste | 547         |      |
| Berufsbildende Schulen                | Berufsbildende Schulen Cadenberge                         | Cadenberge           |             |      |
| Berufsbildende Schulen                | Berufsbildende Schulen Cuxhaven                           | Cuxhaven             |             |      |
| Berufsbildende Schulen                | Max-Eyth-Schule Berufsbildende Schulen Schiffdorf         | Schiffdorf           |             |      |

## Landkreis Diepholz
| Schulart                                         | Schulname                              | Ort                   | Schülerzahl | Lage                                                                |
| ------------------------------------------------ | -------------------------------------- | --------------------- | ----------- | ------------------------------------------------------------------- |
| Oberschule mit gym. Angebot                      | Christian-Hülsmeyer-Schule             | Barnstorf             | 493         | 52° 42′ 50,0″ N, 008° 30′ 02,0″ O                                   |
| Gymnasium, Grund- und Realschule in freier Träg. | Freie Christliche Schule LUKAS Schule  | Bassum                | 288         | 52° 51′ 13,0″ N, 008° 44′ 12,0″ O                                   |
| Gesamtschule in freier Träg.                     | PrinzHöfte Schule                      | Bassum                | 100         | 52° 50′ 53,0″ N, 008° 41′ 18,0″ O                                   |
| Oberschule mit gym. Angebot                      | Schulzentrum Petermoor                 | Bassum                | 479         | 52° 51′ 22,0″ N, 008° 44′ 14,0″ O                                   |
| Oberschule                                       | Oberschule Bruchhausen-Vilsen          | Bruchhausen-Vilsen    | 391         | 52° 49′ 49,0″ N, 008° 59′ 17,0″ O                                   |
| Gymnasium                                        | Gymnasium Bruchhausen-Vilsen           | Bruchhausen-Vilsen    | 641         | 52° 49′ 48,0″ N, 008° 59′ 12,0″ O                                   |
| Freie Waldorfschule                              | Freie Waldorfschule Bruchhausen-Vilsen | Bruchhausen-Vilsen    | 110         |                                                                     |
| Gymnasium                                        | Graf-Friedrich-Schule                  | Diepholz              | 993         | 52° 36′ 37,0″ N, 008° 21′ 43,0″ O                                   |
| Realschule                                       | Realschule Diepholz                    | Diepholz              | 593         | 52° 36′ 37,0″ N, 008° 21′ 47,0″ O                                   |
| Hauptschule                                      | Jahnschule                             | Diepholz              | 194         | 52° 36′ 32,0″ N, 008° 21′ 43,0″ O                                   |
| Oberschule                                       | Von-Sanden-Oberschule                  | Lemförde              | 238         | 52° 27′ 57,0″ N, 008° 22′ 28,0″ O                                   |
| Oberschule                                       | Schule am Geestmoor                    | Rehden                | 246         | 52° 36′ 29,0″ N, 008° 28′ 47,0″ O                                   |
| Oberschule                                       | Oberschule Schwaförden                 | Schwaförden Ehrenburg | 329         | 52° 44′ 13,0″ N, 008° 49′ 52,0″ O 52° 44′ 40,0″ N, 008° 42′ 14,0″ O |
| Kooperative Gesamtschule                         | Lise-Meitner-Schule                    | Stuhr                 | 790         | 53° 01′ 35,0″ N, 008° 43′ 35,0″ O                                   |
| Kooperative Gesamtschule                         | KGS Stuhr-Brinkum                      | Stuhr                 | 1339        | 53° 00′ 19,0″ N, 008° 46′ 42,0″ O                                   |
| Gymnasium                                        | Gymnasium Sulingen                     | Sulingen              | 984         | 52° 41′ 01,0″ N, 008° 48′ 26,0″ O                                   |
| Oberschule                                       | Carl-Prüter-Schule                     | Sulingen              | 421         | 52° 40′ 49,0″ N, 008° 49′ 39,0″ O                                   |
| Realschule                                       | Realschule Syke                        | Syke                  | 537         | 52° 54′ 30,0″ N, 008° 49′ 15,0″ O                                   |
| Gymnasium                                        | Gymnasium Syke                         | Syke                  | 1108        | 52° 54′ 27,0″ N, 008° 49′ 18,0″ O                                   |
| Grund- und Oberschule                            | Luise-Chevalier-Schule                 | Syke                  | 427         |                                                                     |
| Grund- und Oberschule in freier Träg.            | Freie Aktive Schule Syke               | Syke                  | 77          |                                                                     |
| Gymnasium in freier Träg.                        | Hildegard-von-Bingen-Gymnasium         | Twistringen           | 700         | 52° 47′ 58,0″ N, 008° 37′ 29,0″ O                                   |
| Haupt- und Realschule                            | Haupt- und Realschule Twistringen      | Twistringen           | 413         | 52° 47′ 55,0″ N, 008° 38′ 45,0″ O                                   |
| Oberschule                                       | Oberschule Varrel                      | Varrel                | 225         | 52° 37′ 17,0″ N, 008° 43′ 38,0″ O                                   |
| Oberschule                                       | Oberschule Wagenfeld                   | Wagenfeld             | 281         | 52° 32′ 48,0″ N, 008° 35′ 08,0″ O                                   |
| Kooperative Gesamtschule                         | KGS Kirchweyhe                         | Weyhe                 | 796         | 52° 58′ 49,0″ N, 008° 51′ 33,0″ O                                   |
| Kooperative Gesamtschule                         | KGS Leeste                             | Weyhe                 | 1133        | 52° 59′ 32,0″ N, 008° 49′ 06,0″ O                                   |
| Berufsbildende Schulen                           | BBZ Dr. Jürgen Ulderup                 | Diepholz Sulingen     |             | 52° 36′ 40,0″ N, 008° 21′ 51,0″ O 52° 40′ 48,0″ N, 008° 47′ 49,0″ O |
| Berufsbildende Schulen                           | BBS Syke                               | Syke                  | 3000        | 52° 54′ 46,0″ N, 008° 48′ 59,0″ O                                   |

## Landkreis Emsland
| Schulart                              | Schulname                        | Ort          | Schülerzahl | Lage |
| ------------------------------------- | -------------------------------- | ------------ | ----------- | ---- |
| Realschule in freier Träg.            | Freie Realschule Hümmling        | Börger       | 165         |      |
| Oberschule                            | Oberschule Dörpen                | Dörpen       | 533         |      |
| Gymnasium                             | Gymnasium Dörpen                 | Dörpen       | 342         |      |
| Realschule                            | Liudger-Realschule               | Emsbüren     | 366         |      |
| Hauptschule                           | Hauptschule Emsbüren             | Emsbüren     | 131         |      |
| Oberschule                            | Oberschule Esterwegen            | Esterwegen   | 306         |      |
| Oberschule                            | Franziskus-Demann-Schule         | Freren       | 221         |      |
| Oberschule                            | Geschwister-Scholl-Schule        | Geeste       | 349         |      |
| Gymnasium in freier Träg.             | Gymnasium Leoninum               | Handrup      | 1300        |      |
| Grund- und Oberschule                 | Maximilianschule                 | Haren (Ems)  | 302         |      |
| Oberschule                            | Martinus-Oberschule Haren        | Haren (Ems)  | 580         |      |
| Gymnasium                             | Gymnasium Haren                  | Haren (Ems)  | 675         |      |
| Gymnasium                             | Kreisgymnasium St. Ursula        | Haselünne    | 717         |      |
| Oberschule                            | Bödiker Oberschule               | Haselünne    | 421         |      |
| Oberschule                            | Oberschule Herzlake              | Herzlake     | 268         |      |
| Grund- und Oberschule                 | Erna-de-Vries-Schule             | Lathen       | 752         |      |
| Oberschule                            | Oberschule Lengerich             | Lengerich    | 312         |      |
| Haupt- und Realschule                 | Friedensschule                   | Lingen (Ems) | 664         |      |
| Oberschule in kirchl. Träg.           | Marienschule                     | Lingen (Ems) |             |      |
| Gymnasium                             | Gymnasium Georgianum             | Lingen (Ems) | 1225        |      |
| Gymnasium in freier Träg.             | Franziskusgymnasium Lingen       | Lingen (Ems) | 1200        |      |
| Integrierte Gesamtschule              | IGS Emsland                      | Lingen (Ems) | 549         |      |
| Grund- und Oberschule                 | Schulzentrum Lorup               | Lorup        | 381         |      |
| Oberschule                            | Anne-Frank-Schule                | Meppen       | 330         |      |
| Oberschule in kirchl. Träg.           | Johannesschule                   | Meppen       | 750         |      |
| Oberschule                            | Kardinal-von-Galen-Schule        | Meppen       | 343         |      |
| Gymnasium in freier Träg.             | Gymnasium Marianum               | Meppen       | 1200        |      |
| Gymnasium                             | Windthorst-Gymnasium             | Meppen       | 998         |      |
| Oberschule                            | Heinrich-Middendorf-Oberschule   | Papenburg    | 250         |      |
| Oberschule                            | Heinrich-von-Kleist-Schule       | Papenburg    | 517         |      |
| Oberschule in kirchl. Träg.           | Michaelschule                    | Papenburg    | 279         |      |
| Gymnasium                             | Gymnasium Papenburg              | Papenburg    | 1173        |      |
| Gymnasium in freier Träg.             | Mariengymnasium                  | Papenburg    | 800         |      |
| Grund- und Oberschule                 | Ludgerusschule                   | Rhede        | 384         |      |
| Oberschule                            | Oberschule Salzbergen            | Salzbergen   | 265         |      |
| Oberschule mit gym. Angebot           | Oberschule Spelle                | Spelle       | 708         |      |
| Grund- und Oberschule                 | Schule Börgermoor                | Surwold      | 274         |      |
| Oberschule                            | Schule am Schloss                | Sögel        | 544         |      |
| Gymnasium                             | Hümmling-Gymnasium               | Sögel        | 781         |      |
| Haupt- und Realschule in freier Träg. | Antoniusschule                   | Thuine       | 230         |      |
| Oberschule                            | Schule am See                    | Twist        | 303         |      |
| Oberschule                            | Albert-Trautmann-Schule          | Werlte       | 494         |      |
| Gymnasium                             | Gymnasium Werlte                 | Werlte       | 422         |      |
| Berufsbildende Schulen                | Berufsbildende Schulen Lingen    | Lingen       |             |      |
| Berufsbildende Schulen                | Berufsbildende Schulen Meppen    | Meppen       |             |      |
| Berufsbildende Schulen                | Berufsbildende Schulen Papenburg | Papenburg    |             |      |

## Landkreis Friesland
| Schulart                         | Schulname                                                   | Ort        | Schülerzahl | Lage                                                                |
| -------------------------------- | ----------------------------------------------------------- | ---------- | ----------- | ------------------------------------------------------------------- |
| Oberschule                       | Oberschule Bockhorn                                         | Bockhorn   | 422         | 53° 23′ 23,0″ N, 008° 01′ 04,0″ O                                   |
| Oberschule                       | Elisa-Kauffeld-Oberschule                                   | Jever      | 236         | 53° 34′ 22,0″ N, 007° 53′ 28,0″ O                                   |
| Gymnasium                        | Mariengymnasium Jever                                       | Jever      | 955         | 53° 34′ 15,0″ N, 007° 54′ 19,0″ O                                   |
| Oberschule                       | Schule am Falkenweg                                         | Sande      | 227         | 53° 29′ 59,0″ N, 008° 00′ 46,0″ O                                   |
| Integrierte Gesamtschule         | IGS Friesland-Nord                                          | Schortens  | 1076        | 53° 32′ 26,0″ N, 007° 56′ 30,0″ O                                   |
| Gymnasium                        | Lothar-Meyer-Gymnasium                                      | Varel      | 1050        | 53° 23′ 54,0″ N, 008° 08′ 30,0″ O                                   |
| Oberschule                       | Oberschule Varel                                            | Varel      | 357         | 53° 23′ 30,0″ N, 008° 09′ 03,0″ O                                   |
| Oberschule                       | Oberschule Varel-Obenstrohe                                 | Varel      | 262         | 53° 22′ 23,0″ N, 008° 05′ 44,0″ O                                   |
| Oberschule                       | Oberschule Hohenkirchen                                     | Wangerland | 235         | 53° 39′ 35,0″ N, 007° 55′ 07,0″ O                                   |
| Haupt-, Realschule und Gymnasium | Inselschule Wangerooge                                      | Wangerooge | 34          | 53° 47′ 27,0″ N, 007° 54′ 15,0″ O                                   |
| Integrierte Gesamtschule         | IGS Friesland-Süd                                           | Zetel      | 543         | 53° 25′ 08,0″ N, 007° 58′ 04,0″ O                                   |
| Berufsbildende Schulen           | Berufsbildende Schulen Jever                                | Jever      | 1600        | 53° 34′ 01,0″ N, 007° 53′ 19,0″ O                                   |
| Berufsbildende Schulen           | Berufsbildende Schulen Varel mit Außenstelle Arngaster Str. | Varel      |             | 53° 24′ 06,0″ N, 008° 08′ 21,0″ O 53° 23′ 32,0″ N, 008° 09′ 02,0″ O |

## Landkreis Gifhorn
| Schulart                    | Schulname                                                                 | Ort                             | Schülerzahl | Lage |
| --------------------------- | ------------------------------------------------------------------------- | ------------------------------- | ----------- | ---- |
| Realschule                  | Realschule Calberlah                                                      | Calberlah                       | 395         |      |
| Gymnasium                   | Otto-Hahn-Gymnasium                                                       | Gifhorn                         | 952         |      |
| Realschule                  | Fritz-Reuter-Realschule                                                   | Gifhorn                         | 496         |      |
| Gymnasium                   | Humboldt-Gymnasium                                                        | Gifhorn                         | 1188        |      |
| Realschule                  | Dietrich-Bonhoeffer-Realschule                                            | Gifhorn                         | 509         |      |
| Hauptschule                 | Freiherr-vom-Stein-Schule                                                 | Gifhorn                         | 333         |      |
| Integrierte Gesamtschule    | IGS Gifhorn                                                               | Gifhorn                         | 1036        |      |
| Hauptschule                 | Wiethornschule                                                            | Hankensbüttel                   | 211         |      |
| Gymnasium                   | Gymnasium Hankensbüttel                                                   | Hankensbüttel                   | 939         |      |
| Gymnasium in kirchl. Träg.  | Philipp-Melanchthon-Gymnasium                                             | Meine                           | 600         |      |
| Realschule                  | Sally-Perel-Realschule                                                    | Meinersen                       | 318         |      |
| Hauptschule                 | Hauptschule Meinersen                                                     | Meinersen                       | 185         |      |
| Gymnasium                   | Sibylla-Merian-Gymnasium                                                  | Meinersen                       | 746         |      |
| Hauptschule                 | Johannes-Gutenberg-Schule                                                 | Rühen                           | 126         |      |
| Realschule                  | Realschule am Drömling                                                    | Rühen                           | 277         |      |
| Integrierte Gesamtschule    | IGS Sassenburg                                                            | Sassenburg                      | 1030        |      |
| Oberschule mit gym. Angebot | Oberschule Papenteich                                                     | Schwülper                       | 624         |      |
| Oberschule                  | Oberschule Wesendorf                                                      | Wesendorf                       | 347         |      |
| Oberschule                  | Christian-Albinus-Oberschule                                              | Weyhausen                       | 185         |      |
| Integrierte Gesamtschule    | IGS Wittingen                                                             | Wittingen                       | 609         |      |
| Berufsbildende Schulen      | Berufsbildende Schulen I                                                  | Gifhorn                         |             |      |
| Berufsbildende Schulen      | Berufsbildende Schulen II mit Außenstellen in Hankensbüttel und Wittingen | Gifhorn/Hankensbüttel/Wittingen |             |      |

## Landkreis Goslar
| Schulart                                 | Schulname                                         | Ort                  | Schülerzahl | Lage |
| ---------------------------------------- | ------------------------------------------------- | -------------------- | ----------- | ---- |
| Oberschule                               | Schule an der Deilich                             | Bad Harzburg         | 326         |      |
| Gymnasium und Realschule in freier Träg. | Burgberg-Gymnasium                                | Bad Harzburg         | 190         |      |
| Gymnasium                                | Niedersächsisches Internatsgymnasium Bad Harzburg | Bad Harzburg         | 232         |      |
| Gymnasium                                | Werner-von-Siemens-Gymnasium                      | Bad Harzburg         | 785         |      |
| Oberschule                               | Oberschule Braunlage                              | Braunlage            | 129         |      |
| Gymnasium                                | Oberharz-Gymnasium                                | Braunlage            | 72          |      |
| Gymnasium                                | Robert-Koch-Schule                                | Clausthal-Zellerfeld | 431         |      |
| Haupt- und Realschule                    | Haupt- und Realschule Clausthal-Zellerfeld        | Clausthal-Zellerfeld | 328         |      |
| Realschule                               | Realschule Goldene Aue                            | Goslar               | 640         |      |
| Gymnasium                                | Christian-von-Dohm-Gymnasium                      | Goslar               | 825         |      |
| Integrierte Gesamtschule                 | Adolf-Grimme-Gesamtschule                         | Goslar               | 574         |      |
| Gymnasium                                | Ratsgymnasium Goslar                              | Goslar               | 573         |      |
| Oberschule                               | Vicco-von-Bülow-Oberschule                        | Goslar               | 273         |      |
| Oberschule                               | Oberschule Langelsheim                            | Langelsheim          | 293         |      |
| Oberschule                               | Schule am Schloss                                 | Liebenburg           | 359         |      |
| Gymnasium                                | Jacobson-Gymnasium                                | Seesen               | 582         |      |
| Oberschule mit gym. Angebot              | Oberschule Seesen                                 | Seesen               | 635         |      |
| Berufsbildende Schulen                   | Berufsbildende Schulen Bad Harzburg               | Bad Harzburg         | 500         |      |
| Berufsbildende Schulen                   | BBS 1 Goslar -Am Stadtgarten-                     | Goslar               | 900         |      |
| Berufsbildende Schulen                   | Berufsbildende Schulen Goslar Baßgeige/Seesen     | Goslar/Seesen        | 2000        |      |

## Landkreis Göttingen
| Schulart                               | Schulname                                        | Ort              | Schülerzahl | Lage |
| -------------------------------------- | ------------------------------------------------ | ---------------- | ----------- | ---- |
| Oberschule                             | Oberschule Badenhausen                           | Bad Grund        | 264         |      |
| Kooperative Gesamtschule               | KGS Bad Lauterberg                               | Bad Lauterberg   | 747         |      |
| Oberschule                             | Oberschule Bad Sachsa                            | Bad Sachsa       | 281         |      |
| Gymnasium in freier Träg.              | Internatsgymnasium Pädagogium Bad Sachsa         | Bad Sachsa       | 408         |      |
| Integrierte Gesamtschule               | IGS Bovenden                                     | Bovenden         | 656         |      |
| Oberschule                             | Schule am Hohen Hagen                            | Dransfeld        | 322         |      |
| Realschule                             | Heinz-Sielmann-Realschule                        | Duderstadt       | 651         |      |
| Gymnasium                              | Eichsfeld-Gymnasium                              | Duderstadt       | 1060        |      |
| Oberschule mit gym. Angebot            | Carl-Friedrich-Gauß-Schule Groß Schneen          | Friedland        | 581         |      |
| Kooperative Gesamtschule               | KGS Gieboldehausen                               | Gieboldehausen   | 527         |      |
| Grund- und Oberschule in freier Träg.  | Freie Schule Gleichen                            | Gleichen         | 48          |      |
| Gymnasium                              | Hainberg-Gymnasium Göttingen                     | Göttingen        | 1210        |      |
| Gymnasium                              | Otto-Hahn-Gymnasium                              | Göttingen        | 1276        |      |
| Gymnasium                              | Max-Planck-Gymnasium                             | Göttingen        | 1042        |      |
| Gymnasium                              | Felix-Klein-Gymnasium                            | Göttingen        | 1301        |      |
| Gymnasium                              | Theodor-Heuss-Gymnasium                          | Göttingen        | 911         |      |
| Grund- und Realschule in freier Träg.  | Montessori-Schule                                | Göttingen        | 300         |      |
| Haupt- und Realschule in kirchl. Träg. | Bonifatiusschule II                              | Göttingen        |             |      |
| Integrierte Gesamtschule               | Georg-Christoph-Lichtenberg-Gesamtschule         | Göttingen        | 1406        |      |
| Integrierte Gesamtschule               | Geschwister-Scholl-Gesamtschule                  | Göttingen        | 1090        |      |
| Integrierte Gesamtschule               | Neue IGS                                         | Göttingen        | 716         |      |
| Freie Waldorfschule                    | Freie Waldorfschule Göttingen                    | Göttingen        | 350         |      |
| Abendgymnasium                         | Abendgymnasium Göttingen                         | Göttingen        | 95          |      |
| Gymnasium                              | Grotefend-Gymnasium Münden                       | Hann. Münden     | 688         |      |
| Realschule                             | Werra-Realschule                                 | Hann. Münden     | 255         |      |
| Realschule                             | Drei-Flüsse-Realschule                           | Hann. Münden     | 316         |      |
| Hauptschule                            | Schule am Botanischen Garten                     | Hann. Münden     | 158         |      |
| Oberschule                             | Oberschule Hattorf am Harz                       | Hattorf am Harz  | 255         |      |
| Oberschule                             | Oberschule Herzberg am Harz                      | Herzberg am Harz | 235         |      |
| Gymnasium                              | Ernst-Moritz-Arndt-Gymnasium                     | Herzberg am Harz | 557         |      |
| Realschule                             | Realschule auf dem Röddenberg                    | Osterode am Harz | 503         |      |
| Hauptschule                            | Hauptschule Neustädter Tor                       | Osterode am Harz | 174         |      |
| Gymnasium                              | Tilman-Riemenschneider-Gymnasium                 | Osterode am Harz | 623         |      |
| Berufsbildende Schulen                 | Berufsbildende Schulen Duderstadt                | Duderstadt       |             |      |
| Berufsbildende Schulen                 | Berufsbildende Schule I Arnoldi-Schule Göttingen | Göttingen        |             |      |
| Berufsbildende Schulen                 | Berufsbildende Schule II                         | Göttingen        | 1950        |      |
| Berufsbildende Schulen                 | Berufsbildende Schule III Ritterplan Göttingen   | Göttingen        |             |      |
| Berufsbildende Schulen                 | Berufsbildende Schule Münden                     | Hann. Münden     |             |      |
| Berufsbildende Schulen                 | Berufsbildende Schule I                          | Osterode am Harz |             |      |
| Berufsbildende Schulen                 | Berufsbildende Schule II                         | Osterode am Harz |             |      |

## Landkreis Hameln-Pyrmont
| Schulart                              | Schulname                                    | Ort                | Schülerzahl | Lage |
| ------------------------------------- | -------------------------------------------- | ------------------ | ----------- | ---- |
| Oberschule                            | Oberschule Aerzen, Schule im Hummetal        | Aerzen             | 429         |      |
| Kooperative Gesamtschule              | KGS Bad Münder                               | Bad Münder         | 762         |      |
| Realschule                            | Max-Born-Realschule                          | Bad Pyrmont        | 374         |      |
| Gymnasium                             | Humboldt-Gymnasium Bad Pyrmont               | Bad Pyrmont        | 791         |      |
| Grund- und Hauptschule                | Herderschule                                 | Bad Pyrmont        | 423         |      |
| Grund- und Oberschule in freier Träg. | Freie Schule Weserbergland                   | Coppenbrügge       |             |      |
| Haupt- und Realschule                 | Johann Comenius Schule Haupt- und Realschule | Emmerthal          | 313         |      |
| Gymnasium                             | Albert-Einstein-Gymnasium Hameln             | Hameln             | 818         |      |
| Integrierte Gesamtschule              | Elisabeth-Belling-Gesamtschule               | Hameln             | 1100        |      |
| Gymnasium                             | Schiller-Gymnasium Hameln                    | Hameln             | 1201        |      |
| Realschule                            | Theodor-Heuss-Realschule (auslaufend)        | Hameln             | 397         |      |
| Integrierte Gesamtschule              | IGS Hameln-West                              | Hameln             | 231         |      |
| Grund- und Oberschule                 | Pestalozzischule Hameln                      | Hameln             | 557         |      |
| Grund- und Oberschule                 | Wilhelm-Raabe-Schule                         | Hameln             | 595         |      |
| Gymnasium                             | Viktoria-Luise-Gymnasium                     | Hameln             | 1274        |      |
| Oberschule                            | Oberschule Hessisch Oldendorf                | Hessisch Oldendorf | 367         |      |
| Kooperative Gesamtschule              | Schule am Kanstein                           | Salzhemmendorf     | 1014        |      |
| Berufsbildende Schulen                | Elisabeth-Selbert-Schule                     | Hameln             |             |      |
| Berufsbildende Schulen                | Eugen-Reintjes-Schule                        | Hameln             |             |      |
| Berufsbildende Schulen                | Handelslehranstalt Hameln                    | Hameln             |             |      |

## Region Hannover
| Schulart                                                  | Schulname                                                                 | Ort                    | Schülerzahl | Lage                              |
| --------------------------------------------------------- | ------------------------------------------------------------------------- | ---------------------- | ----------- | --------------------------------- |
| Oberschule                                                | Lisa-Tetzner-Schule                                                       | Barsinghausen          | 342         |                                   |
| Kooperative Gesamtschule                                  | Goetheschule                                                              | Barsinghausen          | 852         |                                   |
| Gymnasium                                                 | Hannah-Arendt-Gymnasium                                                   | Barsinghausen          | 1228        |                                   |
| Integrierte Gesamtschule                                  | Rudolf-Bembenneck-Gesamtschule Burgdorf                                   | Burgdorf               | 1151        |                                   |
| Gymnasium                                                 | Gymnasium Burgdorf                                                        | Burgdorf               | 1146        |                                   |
| Integrierte Gesamtschule                                  | Integrierte Gesamtschule Burgwedel                                        | Burgwedel              | 447         |                                   |
| Gymnasium                                                 | Gymnasium Großburgwedel                                                   | Burgwedel              | 1108        |                                   |
| Oberschule                                                | Oberschule Berenbostel                                                    | Garbsen                | 439         |                                   |
| Integrierte Gesamtschule                                  | Integrierte Gesamtschule Garbsen                                          | Garbsen                | 1633        | 52° 25′ 46,0″ N, 009° 35′ 31,0″ O |
| Gymnasium                                                 | Johannes-Kepler-Gymnasium                                                 | Garbsen                | 1020        | 52° 24′ 56,9″ N, 009° 36′ 33,8″ O |
| Oberschule                                                | Oberschule im Schulzentrum I                                              | Garbsen                | 496         |                                   |
| Gymnasium                                                 | Geschwister-Scholl-Gymnasium                                              | Garbsen                | 1062        |                                   |
| Gymnasium                                                 | Matthias-Claudius-Gymnasium                                               | Gehrden                | 1101        |                                   |
| Grund- und Oberschule mit gym. Angebot                    | Grund- und Oberschule Gehrden (auslaufend)                                | Gehrden                | 577         |                                   |
| Integrierte Gesamtschule                                  | Integrierte Gesamtschule Gehrden i.E.                                     | Gehrden                | 92          |                                   |
| Gymnasium                                                 | Bismarckschule                                                            | Hannover               | 1119        |                                   |
| Gymnasium                                                 | Elsa-Brändström-Schule                                                    | Hannover               | 983         |                                   |
| Gymnasium in freier Träg.                                 | Freies Gymnasium Hannover                                                 | Hannover               | 150         |                                   |
| Gymnasium                                                 | Goetheschule Hannover                                                     | Hannover               | 1274        |                                   |
| Gymnasium                                                 | Gymnasium Limmer                                                          | Hannover               | 1177        |                                   |
| Gymnasium                                                 | Helene-Lange-Schule                                                       | Hannover               | 1013        |                                   |
| Gymnasium                                                 | Herschelschule                                                            | Hannover               | 823         |                                   |
| Gymnasium                                                 | Humboldtschule Hannover                                                   | Hannover               | 1054        |                                   |
| Gymnasium                                                 | Käthe-Kollwitz-Schule                                                     | Hannover               | 1323        |                                   |
| Gymnasium                                                 | Kaiser-Wilhelm- und Ratsgymnasium                                         | Hannover               | 902         |                                   |
| Gymnasium                                                 | Kurt-Schwitters-Gymnasium                                                 | Hannover               | 993         |                                   |
| Gymnasium                                                 | Leibnizschule                                                             | Hannover               | 1068        |                                   |
| Gymnasium und Realschule in freier Träg.                  | Leinetal Gymnasium und Realschule                                         | Hannover               | 260         |                                   |
| Gymnasium                                                 | Lutherschule                                                              | Hannover               | 853         |                                   |
| Gymnasium                                                 | Ricarda-Huch-Schule                                                       | Hannover               | 985         |                                   |
| Gymnasium                                                 | Schillerschule                                                            | Hannover               | 1109        |                                   |
| Gymnasium                                                 | Sophienschule                                                             | Hannover               | 1167        |                                   |
| Gymnasium                                                 | Tellkampfschule                                                           | Hannover               | 848         |                                   |
| Gymnasium in kirchl. Träg.                                | St.-Ursula-Schule                                                         | Hannover               | 1050        |                                   |
| Gymnasium                                                 | Wilhelm-Raabe-Schule                                                      | Hannover               | 824         |                                   |
| Integrierte Gesamtschule                                  | Integrierte Gesamtschule Badenstedt                                       | Hannover               | 692         |                                   |
| Integrierte Gesamtschule                                  | Integrierte Gesamtschule Bothfeld                                         | Hannover               | 909         |                                   |
| Integrierte Gesamtschule                                  | Integrierte Gesamtschule Büssingweg                                       | Hannover               | 906         |                                   |
| Integrierte Gesamtschule                                  | Integrierte Gesamtschule Kronsberg                                        | Hannover               | 1133        |                                   |
| Integrierte Gesamtschule                                  | Integrierte Gesamtschule Linden                                           | Hannover               | 1427        |                                   |
| Integrierte Gesamtschule                                  | Leonore-Goldschmidt-Schule                                                | Hannover               | 1653        |                                   |
| Integrierte Gesamtschule                                  | Integrierte Gesamtschule List                                             | Hannover               | 666         |                                   |
| Integrierte Gesamtschule                                  | Integrierte Gesamtschule Roderbruch                                       | Hannover               | 1711        |                                   |
| Integrierte Gesamtschule                                  | Integrierte Gesamtschule Stöcken                                          | Hannover               | 809         |                                   |
| Integrierte Gesamtschule                                  | Integrierte Gesamtschule Südstadt                                         | Hannover               | 839         |                                   |
| Integrierte Gesamtschule                                  | Integrierte Gesamtschule Vahrenheide-Sahlkamp                             | Hannover               | 562         |                                   |
| Oberschule                                                | Oberschule Heisterbergschule                                              | Hannover               | 357         |                                   |
| Oberschule in kirchl. Träg.                               | Ludwig-Windthorst-Schule                                                  | Hannover               | 800         |                                   |
| Oberschule                                                | Pestalozzischule                                                          | Hannover               | 372         |                                   |
| Oberschule                                                | Peter-Ustinov-Schule                                                      | Hannover               | 398         |                                   |
| Grund- und Hauptschule                                    | Glockseeschule                                                            | Hannover               | 228         |                                   |
| Grund-, Haupt- und Realschule                             | Südstadtschule                                                            | Hannover               | 415         |                                   |
| Grundschule und Kooperative Gesamtschule in kirchl. Träg. | Freie evangelische Schule                                                 | Hannover               | ca. 500     |                                   |
| Grund- und Gesamtschule in freier Träg.                   | Montessori-Schule Hannover                                                | Hannover               | 450         |                                   |
| Realschule                                                | Dietrich-Bonhoeffer-Realschule                                            | Hannover               | 409         |                                   |
| Realschule                                                | Gerhart-Hauptmann-Realschule                                              | Hannover               | 527         |                                   |
| Realschule                                                | Realschule Misburg                                                        | Hannover               | 566         |                                   |
| Realschule                                                | Johannes-Kepler-Realschule                                                | Hannover               | 320         |                                   |
| Realschule                                                | Werner-von-Siemens-Schule                                                 | Hannover               | 512         |                                   |
| Freie Waldorfschule                                       | Freie Waldorfschule Hannover-Bothfeld                                     | Hannover               |             |                                   |
| Freie Waldorfschule                                       | Freie Waldorfschule Hannover-Maschsee                                     | Hannover               | 800         |                                   |
| Abendgymnasium                                            | Abendgymnasium Hannover                                                   | Hannover               | 78          |                                   |
| Kolleg                                                    | Hannover-Kolleg                                                           | Hannover               | 158         |                                   |
| internationale Schule in freier Träg.                     | International School Hannover Region                                      | Hannover               | 620         |                                   |
| internationale Schule in freier Träg.                     | Kämmer International Bilingual School                                     | Hannover               | 550         |                                   |
| Kooperative Gesamtschule                                  | Carl-Friedrich-Gauß-Schule                                                | Hemmingen              | 1662        |                                   |
| Gymnasium                                                 | Gymnasium Isernhagen                                                      | Isernhagen             | 1187        |                                   |
| Integrierte Gesamtschule                                  | Integrierte Gesamtschule Isernhagen                                       | Isernhagen             | 543         |                                   |
| Kooperative Gesamtschule                                  | Albert-Einstein-Gesamtschule                                              | Laatzen                | 1566        |                                   |
| Oberschule                                                | Erich-Kästner-Oberschule                                                  | Laatzen                | 503         |                                   |
| Gymnasium                                                 | Erich-Kästner-Gymnasium                                                   | Laatzen                | 1102        |                                   |
| Integrierte Gesamtschule                                  | Integrierte Gesamtschule Süd                                              | Langenhagen            | 716         |                                   |
| Integrierte Gesamtschule                                  | Leibniz IGS Langenhagen                                                   | Langenhagen            | 632         |                                   |
| Gymnasium                                                 | Gymnasium Langenhagen                                                     | Langenhagen            | 1516        |                                   |
| Integrierte Gesamtschule                                  | Integrierte Gesamtschule Langenhagen                                      | Langenhagen            | 1448        |                                   |
| Gymnasium                                                 | Gymnasium Lehrte                                                          | Lehrte                 | 1476        |                                   |
| Realschule                                                | Realschule Lehrte                                                         | Lehrte                 | 404         |                                   |
| Integrierte Gesamtschule                                  | Integrierte Gesamtschule Lehrte                                           | Lehrte                 | 758         |                                   |
| Oberschule                                                | Oberschule Lehrte-Hämelerwald                                             | Lehrte                 | 345         |                                   |
| Gymnasium                                                 | Gymnasium Neustadt a. Rbge.                                               | Neustadt               | 951         |                                   |
| Haupt- und Realschule                                     | Leine-Schule                                                              | Neustadt               | 538         |                                   |
| Kooperative Gesamtschule                                  | KGS Neustadt                                                              | Neustadt               | 1570        |                                   |
| Kooperative Gesamtschule                                  | Ernst-Reuter-Schule                                                       | Pattensen              | 1111        |                                   |
| Kooperative Gesamtschule                                  | Marie-Curie-Schule                                                        | Ronnenberg             | 1387        |                                   |
| Integrierte Gesamtschule                                  | Bertolt-Brecht-Gesamtschule                                               | Seelze                 | 991         |                                   |
| Gymnasium                                                 | Georg-Büchner-Gymnasium                                                   | Seelze                 | 1277        |                                   |
| Kooperative Gesamtschule                                  | KGS Sehnde                                                                | Sehnde                 | 1684        |                                   |
| Gymnasium                                                 | Otto-Hahn-Gymnasium                                                       | Springe                | 1072        |                                   |
| Integrierte Gesamtschule                                  | Integrierte Gesamtschule Springe                                          | Springe                | 745         |                                   |
| Integrierte Gesamtschule                                  | Aurelia-Wald-Gesamtschule                                                 | Uetze                  | 581         |                                   |
| Gymnasium                                                 | Gymnasium Unter den Eichen Uetze                                          | Uetze                  | 644         |                                   |
| Gymnasium                                                 | Gymnasium Mellendorf                                                      | Wedemark               | 1115        |                                   |
| Integrierte Gesamtschule                                  | Integrierte Gesamtschule Wedemark                                         | Wedemark               | 970         |                                   |
| Realschule                                                | Realschule Wedemark                                                       | Wedemark               | 515         |                                   |
| Kooperative Gesamtschule                                  | Sophie Scholl Gesamtschule Wennigsen                                      | Wennigsen              | 910         |                                   |
| Freie Waldorfschule                                       | Freie Waldorfschule Sorsum e. V.                                          | Wennigsen              | 342         |                                   |
| Gymnasium                                                 | Hölty-Gymnasium                                                           | Wunstorf               | 1297        |                                   |
| Haupt- und Realschule                                     | Otto-Hahn-Schule                                                          | Wunstorf               | 690         |                                   |
| Integrierte Gesamtschule in kirchl. Träg.                 | Evangelische integrierte Gesamtschule Wunstorf                            | Wunstorf               | 1000        |                                   |
| Berufsbildende Schulen                                    | BBS Burgdorf                                                              | Burgdorf               | 3250        |                                   |
| Berufsbildende Schulen                                    | Hannah-Arendt-Schule                                                      | Hannover               |             |                                   |
| Berufsbildende Schulen                                    | Berufsbildende Schule 2, Hotelfachschule & Fachschule Lebensmitteltechnik | Hannover               |             |                                   |
| Berufsbildende Schulen                                    | Berufsbildende Schule 3                                                   | Hannover               | 2443        |                                   |
| Berufsbildende Schulen                                    | Otto-Brenner-Schule                                                       | Hannover               |             |                                   |
| Berufsbildende Schulen                                    | Alice-Salomon-Schule                                                      | Hannover               | 3100        |                                   |
| Berufsbildende Schulen                                    | Dr. Buhmann Schule                                                        | Hannover               |             |                                   |
| Berufsbildende Schulen                                    | BBS Neustadt am Rübenberge                                                | Neustadt am Rübenberge |             |                                   |
| Berufsbildende Schulen                                    | BBS Springe                                                               | Springe                |             |                                   |

## Landkreis Harburg
| Schulart                                 | Schulname                             | Ort           | Schülerzahl | Lage                              |
| ---------------------------------------- | ------------------------------------- | ------------- | ----------- | --------------------------------- |
| Gymnasium                                | Albert-Einstein-Gymnasium             | Buchholz      | 1083        |                                   |
| Realschule                               | Realschule Am Kattenberge             | Buchholz      | 595         |                                   |
| Grund- und Oberschule                    | Waldschule Buchholz                   | Buchholz      | 672         | 53° 19′ 49,2″ N, 009° 52′ 11,6″ O |
| Gymnasium                                | Gymnasium am Kattenberge              | Buchholz      | 1285        |                                   |
| Integrierte Gesamtschule                 | IGS Buchholz                          | Buchholz      | 1228        |                                   |
| Integrierte Gesamtschule in freier Träg. | Christliche Schule Nordheide          | Buchholz      |             |                                   |
| Oberschule (auslaufend)                  | Oberschule Hanstedt                   | Hanstedt      | 174         |                                   |
| Integrierte Gesamtschule i. E.           | IGS Hanstedt                          | Hanstedt      | 189         |                                   |
| Oberschule (auslaufend)                  | Estetalschule                         | Hollenstedt   | 182         |                                   |
| Integrierte Gesamtschule i.E.            | IGS Hollenstedt                       | Hollenstedt   | 207         |                                   |
| Oberschule mit gym. Angebot              | Horizonta in den Seeveauen Oberschule | Jesteburg     | 391         |                                   |
| Freie Waldorfschule                      | Rudolf-Steiner-Schule Nordheide       | Kakenstorf    |             |                                   |
| Oberschule                               | Ernst-Reinstorf-Oberschule            | Marschacht    | 431         |                                   |
| Gymnasium                                | Gymnasium Neu Wulmstorf               | Neu Wulmstorf | 984         |                                   |
| Oberschule                               | Oberschule Neu Wulmstorf              | Neu Wulmstorf | 449         |                                   |
| Oberschule mit gym. Angebot              | Oberschule Rosengarten                | Rosengarten   | 381         |                                   |
| Gymnasium                                | Gymnasium Salzhausen                  | Salzhausen    | 794         |                                   |
| Oberschule                               | Oberschule Salzhausen                 | Salzhausen    | 288         |                                   |
| Gymnasium                                | Gymnasium Meckelfeld                  | Seevetal      | 779         |                                   |
| Gymnasium                                | Gymnasium Hittfeld                    | Seevetal      | 1182        |                                   |
| Integrierte Gesamtschule                 | IGS Seevetal                          | Seevetal      | 1107        |                                   |
| Oberschule                               | Oberschule im Seevetal                | Seevetal      | 403         |                                   |
| Oberschule in freier Träg.               | Aktive Schule Heureka Seevetal        | Seevetal      |             |                                   |
| Oberschule                               | Schule am Buchwedel                   | Stelle        | 266         |                                   |
| Realschule                               | Erich-Kästner-Realschule Tostedt      | Tostedt       | 485         | 53° 16′ 21,8″ N, 009° 42′ 57,2″ O |
| Gymnasium                                | Gymnasium Tostedt                     | Tostedt       | 661         | 53° 16′ 18,5″ N, 009° 42′ 58,9″ O |
| Hauptschule                              | Schule am Düvelshöpen                 | Tostedt       | 217         | 53° 16′ 17,7″ N, 009° 42′ 46,1″ O |
| Gymnasium                                | Luhe-Gymnasium                        | Winsen (Luhe) | 879         |                                   |
| Realschule                               | Johann-Peter-Eckermann-Realschule     | Winsen        | 564         |                                   |
| Grund- und Oberschule                    | Schule am Ilmer Barg                  | Winsen        | 670         | 53° 20′ 35,5″ N, 010° 12′ 29,9″ O |
| Gymnasium                                | Gymnasium Winsen                      | Winsen        | 1065        |                                   |
| Integrierte Gesamtschule                 | IGS Winsen-Roydorf                    | Winsen        | 1043        |                                   |
| Berufsbildende Schulen                   | Berufsbildende Schulen Buchholz       | Buchholz      | 1700        |                                   |
| Berufsbildende Schulen                   | Berufsbildende Schulen Winsen         | Winsen        |             |                                   |

## Landkreis Heidekreis
| Schulart                                 | Schulname                                     | Ort                | Schülerzahl | Lage                              |
| ---------------------------------------- | --------------------------------------------- | ------------------ | ----------- | --------------------------------- |
| Integrierte Gesamtschule                 | IGS Bad Fallingbostel i.E.                    | Bad Fallingbostel  | 76          |                                   |
| Oberschule mit gym. Angebot (auslaufend) | Lieth-Schule                                  | Bad Fallingbostel  | 424         |                                   |
| Grund- und Oberschule                    | Grund- und Oberschule Bispingen               | Bispingen          | 477         |                                   |
| Oberschule                               | Oberschule Hodenhagen                         | Hodenhagen         | 218         |                                   |
| Gymnasium                                | Gymnasium Munster                             | Munster            | 622         |                                   |
| Hauptschule                              | Hauptschule Munster                           | Munster            | 164         |                                   |
| Realschule                               | Realschule Munster                            | Munster            | 310         |                                   |
| Grund- und Oberschule                    | Grund- und Oberschule Neuenkirchen            | Neuenkirchen       | 513         |                                   |
| Grund- und Oberschule                    | Heinrich-Christoph-Londy-Schule               | Rethem             | 415         |                                   |
| Kooperative Gesamtschule                 | Kooperative Gesamtschule Schneverdingen       | Schneverdingen     | 1478        | 53° 07′ 16,1″ N, 009° 48′ 00,3″ O |
| Kooperative Gesamtschule                 | Wilhelm-Röpke-Schule                          | Schwarmstedt       | 1268        |                                   |
| Oberschule                               | Oberschule Soltau mit Außenstelle Wietzendorf | Soltau/Wietzendorf | 650         |                                   |
| Gymnasium                                | Gymnasium Soltau                              | Soltau             | 1092        |                                   |
| Integrierte Gesamtschule                 | IGS Walsrode i.E.                             | Walsrode           | 134         |                                   |
| Oberschule (auslaufend)                  | Felix-Nussbaum-Schule                         | Walsrode           | 578         |                                   |
| Gymnasium                                | Gymnasium Walsrode                            | Walsrode           | 1442        |                                   |
| Oberschule                               | Oberschule Bomlitz                            | Walsrode           | 219         |                                   |
| Freie Waldorfschule                      | Freie Waldorfschule Benefeld                  | Walsrode           |             |                                   |
| Berufsbildende Schulen                   | Berufsbildende Schulen Soltau                 | Soltau             |             |                                   |
| Berufsbildende Schulen                   | Berufsbildende Schulen Walsrode               | Walsrode           |             |                                   |

## Landkreis Helmstedt
| Schulart                 | Schulname                                    | Ort          | Schülerzahl | Lage                                                                |
| ------------------------ | -------------------------------------------- | ------------ | ----------- | ------------------------------------------------------------------- |
| Gymnasium                | Gymnasium am Bötschenberg                    | Helmstedt    | 650         | 52° 14′ 02,0″ N, 011° 01′ 40,0″ O                                   |
| Gymnasium                | Gymnasium Julianum                           | Helmstedt    | 1004        | 52° 13′ 38,0″ N, 011° 01′ 09,0″ O                                   |
| Integrierte Gesamtschule | Giordano-Bruno-Gesamtschule                  | Helmstedt    | 582         | 52° 14′ 04,0″ N, 011° 00′ 08,0″ O                                   |
| Realschule               | Lademann-Realschule                          | Helmstedt    | 427         | 52° 13′ 34,0″ N, 011° 00′ 17,0″ O                                   |
| Haupt- und Förderschule  | Wichernschule                                | Helmstedt    | 159         |                                                                     |
| Haupt- und Realschule    | Haupt- und Realschule Königslutter           | Königslutter | 333         |                                                                     |
| Oberschule               | Oberschule Lehre                             | Lehre        | 247         | 52° 19′ 47,0″ N, 010° 40′ 17,0″ O                                   |
| Gymnasium                | Gymnasium Anna-Sophianeum                    | Schöningen   | 753         | 52° 08′ 26,0″ N, 010° 57′ 46,0″ O                                   |
| Realschule               | Realschule Schöningen mit Außenstelle Esbeck | Schöningen   | 279         | 52° 08′ 15,0″ N, 010° 58′ 02,0″ O 52° 09′ 28,0″ N, 010° 57′ 40,0″ O |
| Hauptschule              | Eichendorffschule Schöningen                 | Schöningen   | 225         | 52° 08′ 36,0″ N, 010° 57′ 52,0″ O                                   |
| Oberschule               | Carl-Friedrich-Gauß-Schule                   | Velpke       | 295         | 52° 24′ 35,0″ N, 010° 56′ 30,0″ O                                   |
| Berufsbildende Schulen   | Berufsbildende Schulen Helmstedt             | Helmstedt    |             |                                                                     |
| Berufsbildende Schulen   | Steinmetzschule                              | Königslutter |             |                                                                     |

## Landkreis Hildesheim
| Schulart                               | Schulname                                 | Ort                   | Schülerzahl | Lage                                                                |
| -------------------------------------- | ----------------------------------------- | --------------------- | ----------- | ------------------------------------------------------------------- |
| Gymnasium                              | Gymnasium Alfeld                          | Alfeld                | 899         | 51° 59′ 20,0″ N, 009° 50′ 19,0″ O                                   |
| Realschule                             | Carl-Benscheidt-Schule                    | Alfeld                | 545         | 51° 59′ 19,0″ N, 009° 49′ 41,0″ O                                   |
| Hauptschule                            | Schulrat-Habermalz-Schule                 | Alfeld                | 213         | 51° 59′ 20,0″ N, 009° 49′ 56,0″ O                                   |
| Integrierte Gesamtschule               | IGS Bad Salzdetfurth                      | Bad Salzdetfurth      | 736         | 52° 04′ 08,0″ N, 010° 01′ 13,0″ O                                   |
| Oberschule                             | Oberschule Bockenem                       | Bockenem              | 388         | 52° 00′ 25,0″ N, 010° 08′ 25,0″ O                                   |
| Oberschule                             | Oberschule Delligsen, Außenstelle Duingen | Duingen               | 271         | 52° 00′ 25,0″ N, 009° 42′ 02,0″ O                                   |
| Gymnasium in freier Träg.              | CJD Christophorusschule                   | Elze                  | 903         | 52° 08′ 08,0″ N, 009° 45′ 19,0″ O                                   |
| Realschule in freier Träg.             | CJD Realschule                            | Elze                  | 150         |                                                                     |
| Kooperative Gesamtschule               | KGS Gronau (Leine)                        | Gronau                | 1020        | 52° 05′ 13,0″ N, 009° 46′ 40,0″ O                                   |
| Oberschule mit gym. Angebot            | Molitoris-Schule                          | Harsum                | 671         | 52° 12′ 23,0″ N, 009° 57′ 18,0″ O                                   |
| Integrierte Gesamtschule               | Robert-Bosch-Gesamtschule                 | Hildesheim            | 1406        | 52° 10′ 04,0″ N, 009° 56′ 51,0″ O                                   |
| Realschule                             | Renataschule                              | Hildesheim            | 409         | 52° 08′ 00,0″ N, 009° 56′ 17,0″ O                                   |
| Gymnasium                              | Scharnhorstgymnasium Hildesheim           | Hildesheim            | 800         | 52° 09′ 06,0″ N, 009° 57′ 52,0″ O                                   |
| Hauptschule                            | Geschwister-Scholl-Schule                 | Hildesheim            | 536         |                                                                     |
| Gymnasium in freier Träg.              | Gymnasium Andreanum                       | Hildesheim            | 980         | 52° 09′ 13,0″ N, 009° 56′ 32,0″ O                                   |
| Haupt- und Realschule in kirchl. Träg. | St. Augustinus-Schule                     | Hildesheim            | 450         | 52° 08′ 51,0″ N, 009° 56′ 44,0″ O                                   |
| Realschule                             | Realschule Himmelsthür                    | Hildesheim            | 587         | 52° 09′ 49,0″ N, 009° 55′ 13,0″ O                                   |
| Gymnasium                              | Gymnasium Himmelsthür                     | Hildesheim            | 965         | 52° 09′ 47,0″ N, 009° 55′ 09,0″ O                                   |
| Realschule in kirchl. Träg.            | Albertus-Magnus-Schule                    | Hildesheim            | 540         |                                                                     |
| Gymnasium                              | Goethegymnasium Hildesheim                | Hildesheim            | 827         | 52° 08′ 57,0″ N, 009° 57′ 23,0″ O                                   |
| Integrierte Gesamtschule               | Oskar-Schindler-Gesamtschule              | Hildesheim            | 509         |                                                                     |
| Gymnasium in freier Träg.              | Mariano-Josephinum                        | Hildesheim            | 2000        | 52° 08′ 54,0″ N, 009° 56′ 52,0″ O 52° 09′ 00,0″ N, 009° 57′ 03,0″ O |
| Freie Waldorfschule                    | Freie Waldorfschule Hildesheim            | Hildesheim            | 257         |                                                                     |
| Oberschule                             | Oberschule Lamspringe                     | Lamspringe            | 186         | 51° 57′ 29,0″ N, 010° 00′ 42,0″ O                                   |
| Oberschule                             | Marienbergschule                          | Nordstemmen           | 271         | 52° 09′ 38,0″ N, 009° 47′ 12,0″ O                                   |
| Oberschule                             | Schiller-Oberschule                       | Sarstedt              | 336         | 52° 14′ 21,0″ N, 009° 51′ 38,0″ O                                   |
| Gymnasium                              | Gymnasium Sarstedt                        | Sarstedt              | 855         | 52° 14′ 26,0″ N, 009° 51′ 35,0″ O                                   |
| Oberschule                             | Richard-von-Weizsäcker-Schule             | Schellerten-Ottbergen | 320         | 52° 08′ 44,0″ N, 010° 05′ 11,0″ O                                   |
| Oberschule                             | Oberschule Söhlde                         | Söhlde                | 388         | 52° 11′ 08,0″ N, 010° 14′ 11,0″ O                                   |
| Gymnasium und berufliches Gymnasium    | Gymnasium Michelsenschule                 | Hildesheim            | 1066        | 52° 09′ 02,0″ N, 009° 56′ 11,0″ O                                   |
| Berufsbildende Schulen                 | BBS Alfeld                                | Alfeld                |             |                                                                     |
| Berufsbildende Schulen                 | Friedrich-List-Schule                     | Hildesheim            |             |                                                                     |
| Berufsbildende Schulen                 | Herman-Nohl-Schule                        | Hildesheim            |             |                                                                     |
| Berufsbildende Schulen                 | Walter-Gropius-Schule                     | Hildesheim            |             |                                                                     |
| Berufsbildende Schulen                 | Werner-von-Siemens-Schule                 | Hildesheim            |             |                                                                     |

## Landkreis Holzminden
| Schulart                  | Schulname                           | Ort            | Schülerzahl | Lage |
| ------------------------- | ----------------------------------- | -------------- | ----------- | ---- |
| Oberschule                | Oberschule Bevern                   | Bevern         | 311         |      |
| Oberschule                | Oberschule Bodenwerder              | Bodenwerder    | 273         |      |
| Oberschule                | Oberschule Delligsen                | Delligsen      | 271         |      |
| Haupt- und Realschule     | Haupt- und Realschule Eschershausen | Eschershausen  | 185         |      |
| Gymnasium                 | Campe-Gymnasium Holzminden          | Holzminden     | 862         |      |
| Oberschule                | Oberschule Holzminden               | Holzminden     | 429         |      |
| Gymnasium in freier Träg. | Internat Solling                    | Holzminden     | 250         |      |
| Oberschule                | Homburg-Oberschule                  | Stadtoldendorf | 266         |      |
| Berufsbildende Schulen    | Georg-von-Langen-Schule             | Holzminden     |             |      |

## Landkreis Leer
| Schulart                                 | Schulname                                       | Ort              | Schülerzahl | Lage                              |
| ---------------------------------------- | ----------------------------------------------- | ---------------- | ----------- | --------------------------------- |
| Oberschule mit gym. Angebot              | Inselschule Borkum                              | Borkum           | 228         |                                   |
| Oberschule                               | Oberschule Bunde                                | Bunde            | 259         |                                   |
| Oberschule                               | Schule Kloster Barthe                           | Hesel            | 464         |                                   |
| Haupt- und Realschule                    | Carl-Goerdeler-Schule                           | Jemgum           | 132         |                                   |
| Gymnasium                                | Ubbo-Emmius-Gymnasium                           | Leer             | 1240        |                                   |
| Gymnasium                                | Teletta-Groß-Gymnasium                          | Leer             | 1007        |                                   |
| Hauptschule                              | Gutenbergschule                                 | Leer             | 239         |                                   |
| Realschule                               | Europaschule Friesenschule                      | Leer             | 397         |                                   |
| Realschule                               | Möörkenschule                                   | Leer             | 468         |                                   |
| Integrierte Gesamtschule in freier Träg. | Freie Christliche Schule Ostfriesland           | Moormerland      | 1310        |                                   |
| Integrierte Gesamtschule                 | IGS Moormerland                                 | Moormerland      | 1075        |                                   |
| Haupt- und Realschule                    | Schule am Osterfehn                             | Ostrhauderfehn   | 397         |                                   |
| Gymnasium                                | Albrecht-Weinberg-Gymnasium                     | Rhauderfehn      | 748         |                                   |
| Hauptschule                              | Erich Kästner Schule                            | Rhauderfehn      | 286         |                                   |
| Realschule                               | Kreisrealschule Overledingerland                | Rhauderfehn      | 380         |                                   |
| Oberschule mit gym. Angebot              | Oberschule Uplengen                             | Uplengen         | 556         |                                   |
| Oberschule                               | Oberschule Weener                               | Weener           | 663         |                                   |
| Haupt- und Realschule                    | Schulzentrum Collhusen                          | Westoverledingen | 647         |                                   |
| Berufsbildende Schulen                   | Berufsbildende Schulen Borkum                   | Borkum           |             | 53° 34′ 57,0″ N, 006° 40′ 16,0″ O |
| Berufsbildende Schulen                   | Berufsbildende Schulen I                        | Leer             |             |                                   |
| Berufsbildende Schulen                   | Berufsbildende Schulen II                       | Leer             |             |                                   |
| Berufsbildende Schulen                   | Hafenschule BBS der Arbeit und Soziales gemGmbH | Leer             | 33          |                                   |

## Landkreis Lüchow-Dannenberg
| Schulart                              | Schulname                       | Ort        | Schülerzahl | Lage                              |
| ------------------------------------- | ------------------------------- | ---------- | ----------- | --------------------------------- |
| Kooperative Gesamtschule              | Drawehn-Schule                  | Clenze     | 719         | 52° 55′ 50,1″ N, 010° 56′ 52,5″ O |
| Oberschule                            | Nicolas-Born-Oberschule         | Dannenberg | 308         | 53° 05′ 50,2″ N, 011° 05′ 51,9″ O |
| Gymnasium                             | Fritz-Reuter-Gymnasium          | Dannenberg | 456         | 53° 05′ 45,7″ N, 011° 05′ 46,9″ O |
| Grund- und Oberschule                 | Elbauenschule Gartow            | Gartow     | 248         | 53° 01′ 27,2″ N, 011° 26′ 53,5″ O |
| Haupt- und Realschule                 | Bernhard-Varenius-Schule        | Hitzacker  | 260         | 53° 08′ 40,1″ N, 011° 02′ 19,7″ O |
| Freie Waldorfschule                   | Freie Schule Hitzacker          | Hitzacker  | 302         | 53° 08′ 40,0″ N, 011° 01′ 45,7″ O |
| Gymnasium                             | Gymnasium Lüchow                | Lüchow     | 536         | 52° 57′ 47,6″ N, 011° 09′ 44,5″ O |
| Oberschule                            | Jeetzel-Oberschule Lüchow       | Lüchow     | 327         | 52° 57′ 52,3″ N, 011° 09′ 46,5″ O |
| Grund- und Oberschule in freier Träg. | Freie Schule Wendland in Grabow | Lüchow     |             |                                   |
| Berufsbildende Schulen                | Berufsbildende Schulen Lüchow   | Lüchow     | 1186        | 52° 57′ 53,5″ N, 011° 09′ 36,3″ O |

## Landkreis Lüneburg
| Schulart                         | Schulname | Ort         | Schülerzahl | Lage                              |
| -------------------------------- | --- | ----------- | ----------- | --------------------------------- |
| Oberschule                       | Schule am Katzenberg                                                                                               | Adendorf    | 415         |                                   |
| Grund- und Oberschule            | Grund- und Oberschule Amt Neuhaus                                                                                  | Amt Neuhaus | 299         |                                   |
| Oberschule                       | Hugo-Friedrich-Hartmann-Schule                                                                                     | Bardowick   | 286         |                                   |
| Realschule                       | Realschule Bleckede                                                                                                | Bleckede    | 382         |                                   |
| Gymnasium                        | Gymnasium Bleckede                                                                                                 | Bleckede    | 630         |                                   |
| Hauptschule                      | Jörg-Immendorff-Schule                                                                                             | Bleckede    | 204         |                                   |
| Gymnasium in freier Trägerschaft | Schule Marienau | Dahlem      | 265         |                                   |
| Oberschule                       | Schule am Dorn | Dahlenburg  | 256         |                                   |
| Integrierte Gesamtschule         | Integrierte Gesamtschule Embsen                                                                                    | Embsen      | 852         |                                   |
| Gymnasium                        | Herderschule | Lüneburg    | 1086        | 53° 15′ 18,7″ N, 010° 23′ 29,8″ O |
| Gymnasium                        | Johanneum Lüneburg                                                                                                 | Lüneburg    | 1088        | 53° 14′ 43,4″ N, 010° 25′ 46,8″ O |
| Gymnasium                        | Wilhelm-Raabe-Schule                                                                                               | Lüneburg    | 1104        |                                   |
| Oberschule                       | Oberschule am Wasserturm                                                                                           | Lüneburg    | 476         |                                   |
| Gymnasium                        | Gymnasium Oedeme                                                                                                   | Lüneburg    | 1318        | 53° 14′ 00,2″ N, 010° 22′ 58,9″ O |
| Oberschule mit gym. Angebot      | Hanseschule Oedeme – Oberschule –                                                                                  | Lüneburg    | 692         | 53° 13′ 55,7″ N, 010° 23′ 06,8″ O |
| Integrierte Gesamtschule         | Integrierte Gesamtschule Lüneburg                                                                                  | Lüneburg    | 1091        |                                   |
| Integrierte Gesamtschule         | IGS Kreideberg | Lüneburg    | 806         |                                   |
| Freie Waldorfschule              | Rudolf-Steiner-Schule Lüneburg                                                                                     | Lüneburg    | 415         |                                   |
| Gymnasium in freier Träg.        | Gymnasium Lüneburger Heide                                                                                         | Melbeck     | 324         |                                   |
| Freie Waldorfschule              | LERNORT Nieperfitz                                                                                                 | Nahrendorf  |             |                                   |
| Gymnasium                        | Bernhard-Riemann-Gymnasium                                                                                         | Scharnebeck | 885         |                                   |
| Oberschule                       | Schule am Schiffshebewerk                                                                                          | Scharnebeck | 496         |                                   |
| Berufsbildende Schulen           | BBS I - Wirtschaft und Verwaltung                                                                                  | Lüneburg    |             |                                   |
| Berufsbildende Schulen           | Georg-Sonnin-Schule (BBS II) - Gewerbe und Technik                                                                 | Lüneburg    |             |                                   |
| Berufsbildende Schulen           | BBS III - Ernährung, Hauswirtschaft, Agrarwirtschaft und Gesundheitswesen, Außenstelle in Oedeme - Sozialpädagogik | Lüneburg    |             |                                   |

## Landkreis Nienburg/Weser
| Schulart                              | Schulname                                                                     | Ort                    | Schülerzahl | Lage                                                                |
| ------------------------------------- | ----------------------------------------------------------------------------- | ---------------------- | ----------- | ------------------------------------------------------------------- |
| Oberschule                            | Marion-Blumenthal-Schule                                                      | Hoya                   | 586         | 52° 48′ 35,0″ N, 009° 08′ 04,0″ O                                   |
| Gymnasium                             | Johann-Beckmann-Gymnasium                                                     | Hoya                   | 915         | 52° 48′ 31,0″ N, 009° 08′ 03,0″ O                                   |
| Oberschule                            | Oberschule Mittelweser                                                        | Landesbergen Stolzenau | 406         | 52° 33′ 33,0″ N, 009° 07′ 30,0″ O 52° 30′ 41,0″ N, 009° 04′ 43,0″ O |
| Oberschule                            | Oberschule Marklohe                                                           | Marklohe               | 432         | 52° 39′ 57,0″ N, 009° 09′ 06,0″ O                                   |
| Integrierte Gesamtschule              | IGS Nienburg                                                                  | Nienburg               | 1044        |                                                                     |
| Gymnasium                             | Albert-Schweitzer-Schule Standort Friedrichstraße Standort Nordertorstriftweg | Nienburg               | 1033        | 52° 38′ 25,0″ N, 009° 12′ 42,0″ O 52° 38′ 25,0″ N, 009° 13′ 07,0″ O |
| Oberschule                            | Oberschule Nienburg                                                           | Nienburg               | 467         |                                                                     |
| Gymnasium                             | Marion-Dönhoff-Gymnasium                                                      | Nienburg               | 847         | 52° 38′ 23,0″ N, 009° 12′ 38,0″ O                                   |
| Realschule in freier Träg.            | Realschule Rahn                                                               | Nienburg               |             |                                                                     |
| Oberschule                            | Oberschule Loccum                                                             | Rehburg-Loccum         | 349         | 52° 27′ 03,0″ N, 009° 08′ 43,0″ O                                   |
| Oberschule                            | Oberschule Steimbke                                                           | Steimbke               | 360         | 52° 39′ 32,0″ N, 009° 22′ 51,0″ O                                   |
| Grund- und Oberschule in freier Träg. | Freie Schule Mittelweser                                                      | Steyerberg             |             |                                                                     |
| Gymnasium                             | Gymnasium Stolzenau                                                           | Stolzenau              | 880         | 52° 30′ 35,0″ N, 009° 04′ 13,0″ O                                   |
| Oberschule                            | Oberschule Uchte                                                              | Uchte                  | 364         | 52° 29′ 44,0″ N, 008° 54′ 58,0″ O                                   |
| Berufsbildende Schulen                | Berufsbildende Schulen des Landkreises Nienburg                               | Nienburg               |             | 52° 38′ 20,0″ N, 009° 13′ 25,0″ O                                   |

## Landkreis Northeim
| Schulart                              | Schulname                                                           | Ort                        | Schülerzahl | Lage |
| ------------------------------------- | ------------------------------------------------------------------- | -------------------------- | ----------- | ---- |
| Gymnasium                             | Roswitha-Gymnasium                                                  | Bad Gandersheim            | 662         |      |
| Oberschule                            | Oberschule Bad Gandersheim                                          | Bad Gandersheim            | 348         |      |
| Grund- und Oberschule in freier Träg. | Freie Schule Heckenbeck                                             | Bad Gandersheim            | 85          |      |
| Integrierte Gesamtschule              | Heinrich-Roth-Gesamtschule                                          | Bodenfelde                 | 318         |      |
| Gymnasium in kirchl. Träg.            | Paul-Gerhardt-Schule                                                | Dassel                     | 760         |      |
| Oberschule                            | Rainald-von-Dassel-Schule                                           | Dassel                     | 402         |      |
| Realschule                            | Lönsschule                                                          | Einbeck                    | 379         |      |
| Integrierte Gesamtschule              | IGS Einbeck                                                         | Einbeck                    | 487         |      |
| Gymnasium                             | Goetheschule                                                        | Einbeck                    | 628         |      |
| Haupt- und Realschule                 | Haupt- und Realschule Kreiensen                                     | Einbeck                    | 216         |      |
| Oberschule                            | Rhumetalschule                                                      | Katlenburg-Lindau          | 218         |      |
| Kooperative Gesamtschule              | KGS Moringen mit Außenstelle in Nörten-Hardenberg                   | Moringen/Nörten-Hardenberg | 1529        |      |
| Gymnasium                             | Corvinianum                                                         | Northeim                   | 1140        |      |
| Oberschule                            | Oberschule Northeim                                                 | Northeim                   | 327         |      |
| Haupt- und Realschule                 | Thomas-Mann-Schule                                                  | Northeim                   | 337         |      |
| Gymnasium                             | Gymnasium Uslar                                                     | Uslar                      | 541         |      |
| Oberschule                            | Sollingschule                                                       | Uslar                      | 405         |      |
| Berufsbildende Schulen                | BBS Einbeck                                                         | Einbeck                    | 1250        |      |
| Berufsbildende Schulen                | BBS I in Northeim                                                   | Northeim                   |             |      |
| Berufsbildende Schulen                | BBS II in Northeim                                                  | Northeim                   |             |      |
| Berufsbildende Schulen                | Technikakademie Northeim, Berufsbildende Schulen III in Northeim    | Northeim                   |             |      |
| Berufsbildende Schulen                | Albert-Schweitzer-Familienwerk e. V. – Berufsbildende Schulen Uslar | Uslar                      |             |      |

## Landkreis Oldenburg
| Schulart                                      | Schulname                             | Ort          | Schülerzahl | Lage |
| --------------------------------------------- | ------------------------------------- | ------------ | ----------- | ---- |
| Gymnasium                                     | Dietrich-Bonhoeffer-Gymnasium Ahlhorn | Großenkneten | 531         |      |
| Oberschule                                    | Graf-von-Zeppelin-Schule              | Großenkneten | 470         |      |
| Oberschule                                    | Schule an der Ellerbäke               | Ganderkesee  | 409         |      |
| Gymnasium                                     | Gymnasium Ganderkesee                 | Ganderkesee  | 1129        |      |
| Oberschule                                    | Oberschule Ganderkesee                | Ganderkesee  | 430         |      |
| Grund-, Haupt- und Realschule in freier Träg. | Freie Humanistische Schule Huntlosen  | Großenkneten |             |      |
| Oberschule                                    | Oberschule Harpstedt                  | Harpstedt    | 243         |      |
| Oberschule                                    | Waldschule Hatten                     | Hatten       | 784         |      |
| Oberschule                                    | Peter-Ustinov-Schule                  | Hude         | 549         |      |
| Integrierte Gesamtschule                      | IGS am Everkamp                       | Wardenburg   | 413         |      |
| Gymnasium                                     | Gymnasium Wildeshausen                | Wildeshausen | 920         |      |
| Realschule                                    | Realschule Wildeshausen               | Wildeshausen | 760         |      |
| Hauptschule                                   | Hauptschule Wildeshausen              | Wildeshausen | 277         |      |
| Grund- und Gesamtschule in freier Träg.       | Schule Gut Spascher Sand gGmbH        | Wildeshausen |             |      |
| Berufsbildende Schulen                        | BBS Wildeshausen                      | Wildeshausen |             |      |

## Landkreis Osnabrück
| Schulart                              | Schulname                           | Ort               | Schülerzahl | Lage                              |
| ------------------------------------- | ----------------------------------- | ----------------- | ----------- | --------------------------------- |
| Oberschule                            | August-Benninghaus-Schule           | Ankum             | 567         |                                   |
| Gymnasium                             | Gymnasium Bad Essen                 | Bad Essen         | 1083        |                                   |
| Oberschule                            | Oberschule Bad Essen                | Bad Essen         | 551         |                                   |
| Realschule                            | Realschule Bad Iburg                | Bad Iburg         | 481         |                                   |
| Gymnasium                             | Gymnasium Bad Iburg                 | Bad Iburg         | 952         |                                   |
| Oberschule                            | Geschwister-Scholl-Oberschule       | Bad Laer          | 347         |                                   |
| Oberschule mit gym. Angebot           | Oberschule Belm                     | Belm              | 448         |                                   |
| Oberschule                            | Oberschule am Sonnenberg Berge      | Berge             | 292         |                                   |
| Oberschule                            | Von-Ravensberg-Schule               | Bersenbrück       | 400         |                                   |
| Gymnasium                             | Gymnasium Bersenbrück               | Bersenbrück       | 937         |                                   |
| Oberschule mit gym. Angebot           | Oberschule am Sonnensee Bissendorf  | Bissendorf        | 416         | 52° 14′ 20,0″ N, 008° 10′ 30,0″ O |
| Grund- und Hauptschule                | Wilhelm-Busch-Schule                | Bohmte            | 248         |                                   |
| Oberschule                            | Oberschule Bohmte                   | Bohmte            | 313         |                                   |
| Gymnasium                             | Greselius-Gymnasium                 | Bramsche          | 815         |                                   |
| Realschule                            | Realschule Bramsche                 | Bramsche          | 382         |                                   |
| Hauptschule                           | Hauptschule Bramsche                | Bramsche          | 128         |                                   |
| Integrierte Gesamtschule              | IGS Bramsche                        | Bramsche          | 519         |                                   |
| Freie Waldorfschule                   | Freie Waldorfschule Evinghausen     | Bramsche          |             |                                   |
| Freie Waldorfschule                   | Hofschule Pente                     | Bramsche          |             |                                   |
| Integrierte Gesamtschule              | Hermann-Freye-Gesamtschule          | Dissen a.T.W.     | 672         |                                   |
| Integrierte Gesamtschule              | IGS Fürstenau                       | Fürstenau         | 1100        |                                   |
| Haupt- u. Realschule in kirchl. Träg. | Marienschule                        | Fürstenau         |             |                                   |
| Hauptschule                           | Sophie-Scholl-Schule                | Georgsmarienhütte | 248         |                                   |
| Gymnasium                             | Gymnasium Oesede                    | Georgsmarienhütte | 1088        |                                   |
| Realschule                            | Realschule Georgsmarienhütte        | Georgsmarienhütte | 602         |                                   |
| Oberschule                            | Ludwig-Windhorst-Schule             | Glandorf          | 263         |                                   |
| Oberschule                            | Oberschule Hagen a.T.W.             | Hagen a.T.W.      | 481         |                                   |
| Oberschule                            | Schule am Roten Berg Oberschule     | Hasbergen         | 193         |                                   |
| Oberschule                            | Oberschule Hilter                   | Hilter            | 231         |                                   |
| Oberschule                            | Wilhelm-Fredemann-Oberschule        | Melle             | 347         |                                   |
| Gymnasium                             | Gymnasium Melle                     | Melle             | 1058        | 52° 12′ 10,2″ N, 008° 19′ 45,5″ O |
| Oberschule                            | Ratsschule                          | Melle             | 269         |                                   |
| Integrierte Gesamtschule              | IGS Melle                           | Melle             | 1059        |                                   |
| Freie Waldorfschule                   | Freie Waldorfschule Melle           | Melle             |             |                                   |
| Oberschule                            | Goode-Weg-Schule                    | Neuenkirchen      | 269         |                                   |
| Oberschule                            | Ludwig-Windthorst-Schule Oberschule | Ostercappeln      | 333         |                                   |
| Oberschule                            | Oberschule Artland                  | Quakenbrück       | 572         |                                   |
| Gymnasium                             | Artland-Gymnasium                   | Quakenbrück       | 761         |                                   |
| Realschule                            | Realschule Wallenhorst              | Wallenhorst       | 313         |                                   |
| Hauptschule                           | Alexanderschule                     | Wallenhorst       | 143         |                                   |
| Berufsbildende Schulen                | BBS Melle                           | Melle             |             | 52° 11′ 56,6″ N, 008° 19′ 17,8″ O |

## Landkreis Osterholz
| Schulart                 | Schulname                                  | Ort                  | Schülerzahl | Lage                              |
| ------------------------ | ------------------------------------------ | -------------------- | ----------- | --------------------------------- |
| Kooperative Gesamtschule | KGS am Wällenberg                          | Hambergen            | 541         |                                   |
| Integrierte Gesamtschule | IGS Lilienthal mit Außenstelle in Grasberg | Lilienthal/Grasberg  | 976         |                                   |
| Gymnasium                | Gymnasium Lilienthal                       | Lilienthal           | 1342        |                                   |
| Oberschule               | Oberschule Lernhaus am Campus              | Osterholz-Scharmbeck | 341         |                                   |
| Integrierte Gesamtschule | IGS Osterholz-Scharmbeck                   | Osterholz-Scharmbeck | 831         |                                   |
| Gymnasium                | Gymnasium Osterholz-Scharmbeck             | Osterholz-Scharmbeck | 800         |                                   |
| Freie Waldorfschule      | Freie Waldorfschule Lindenstraße           | Osterholz-Scharmbeck |             |                                   |
| Gymnasium                | Gymnasium Ritterhude                       | Ritterhude           | 689         |                                   |
| Haupt- und Realschule    | Schulzentrum Moormannskamp                 | Ritterhude           | 502         |                                   |
| Kooperative Gesamtschule | Waldschule Schwanewede                     | Schwanewede          | 1500        | 53° 13′ 18,0″ N, 008° 35′ 12,5″ O |
| Berufsbildende Schulen   | BBS Osterholz-Scharmbeck                   | Osterholz-Scharmbeck | >2000       |                                   |

## Landkreis Peine
| Schulart                                | Schulname                                            | Ort         | Schülerzahl | Lage |
| --------------------------------------- | ---------------------------------------------------- | ----------- | ----------- | ---- |
| Integrierte Gesamtschule                | IGS Edemissen                                        | Edemissen   | 430         |      |
| Hauptschule                             | Hauptschule Hohenhameln                              | Hohenhameln | 110         |      |
| Realschule                              | Realschule Hohenhameln                               | Hohenhameln | 308         |      |
| Grund- und Hauptschule                  | Grund- und Hauptschule Groß Ilsede                   | Ilsede      | 374         |      |
| Realschule                              | Realschule Groß Ilsede                               | Ilsede      | 557         |      |
| Gymnasium                               | Gymnasium Groß Ilsede                                | Ilsede      | 930         |      |
| Integrierte Gesamtschule                | IGS Lengede                                          | Lengede     | 1080        |      |
| Gymnasium                               | Ratsgymnasium Peine                                  | Peine       | 967         |      |
| Realschule                              | Gunzelin-Realschule                                  | Peine       | 478         |      |
| Grund- und Hauptschule in kirchl. Träg. | VGHS Burgschule – Grund- u. Hauptschule f. Schüler … | Peine       |             |      |
| Haupt- und Realschule                   | Haupt- und Realschule Bodenstedt/Wilhelmschule       | Peine       | 299         |      |
| Gymnasium                               | Gymnasium am Silberkamp                              | Peine       | 1159        |      |
| Integrierte Gesamtschule                | IGS Peine                                            | Peine       | 1191        |      |
| Gymnasium                               | Julius-Spiegelberg-Gymnasium                         | Vechelde    | 1029        |      |
| Realschule                              | Realschule Vechelde                                  | Vechelde    | 429         |      |
| Hauptschule                             | Albert-Schweitzer-Schule                             | Vechelde    | 100         |      |
| Oberschule                              | Aueschule                                            | Wendeburg   | 297         |      |
| Berufsbildende Schulen                  | Berufsbildende Schulen des Landkreises Peine         | Peine       |             |      |

## Landkreis Rotenburg (Wümme)
| Schulart                    | Schulname                                      | Ort          | Schülerzahl | Lage                              |
| --------------------------- | ---------------------------------------------- | ------------ | ----------- | --------------------------------- |
| Oberschule                  | Wiedau-Schule                                  | Bothel       | 363         |                                   |
| Hauptschule                 | Hauptschule Bremervörde                        | Bremervörde  | 174         |                                   |
| Realschule                  | Findorff-Realschule Bremervörde                | Bremervörde  | 412         |                                   |
| Gymnasium                   | Gymnasium Bremervörde                          | Bremervörde  | 651         |                                   |
| Oberschule                  | Oste-Hamme-Schule                              | Gnarrenburg  | 362         |                                   |
| Oberschule                  | Fintauschule                                   | Lauenbrück   | 301         | 53° 11′ 53,0″ N, 009° 34′ 42,5″ O |
| Grund- und Oberschule       | Grund- und Oberschule Geestequelle Oerel       | Oerel        | 313         |                                   |
| Gymnasium                   | Ratsgymnasium Rotenburg (Wümme)                | Rotenburg    | 983         |                                   |
| Integrierte Gesamtschule    | IGS Rotenburg                                  | Rotenburg    | 790         |                                   |
| Oberschule                  | Beeke-Schule                                   | Scheeßel     | 301         |                                   |
| Gymnasium in freier Träg.   | Eichenschule                                   | Scheeßel     | 1000        |                                   |
| Oberschule                  | Heinrich-Behnken-Schule                        | Selsingen    | 383         |                                   |
| Kooperative Gesamtschule    | KGS Sittensen                                  | Sittensen    | 1090        |                                   |
| Oberschule                  | Schule an der Wieste                           | Sottrum      | 385         |                                   |
| Gymnasium                   | Gymnasium Sottrum                              | Sottrum      | 672         |                                   |
| Kooperative Gesamtschule    | KGS Tarmstedt                                  | Tarmstedt    | 1092        |                                   |
| Oberschule mit gym. Angebot | Oberschule Visselhövede                        | Visselhövede | 332         |                                   |
| Integrierte Gesamtschule    | Carl-Friedrich-Gauß-Schule                     | Zeven        | 702         |                                   |
| Gymnasium                   | St.-Viti-Gymnasium                             | Zeven        | 883         |                                   |
| Berufsbildende Schulen      | Johann-Heinrich-von-Thünen-Schule              | Bremervörde  |             |                                   |
| Berufsbildende Schulen      | Berufsbildende Schulen Rotenburg               | Rotenburg    |             |                                   |
| Berufsbildende Schulen      | KIVINAN - das berufliche Bildungszentrum Zeven | Zeven        |             |                                   |

## Landkreis Schaumburg
| Schulart                                 | Schulname                   | Ort          | Schülerzahl | Lage |
| ---------------------------------------- | --------------------------- | ------------ | ----------- | ---- |
| Gymnasium                                | Gymnasium Bad Nenndorf      | Bad Nenndorf | 1172        |      |
| Gymnasium                                | Gymnasium Adolfinum         | Bückeburg    | 1082        |      |
| Oberschule                               | Oberschule Bückeburg        | Bückeburg    | 372         |      |
| Integrierte Gesamtschule in freier Träg. | Immanuel-Schule             | Bückeburg    |             |      |
| Integrierte Gesamtschule                 | IGS Helpsen                 | Helpsen      | 795         |      |
| Oberschule                               | Magister-Nothold-Oberschule | Lindhorst    | 255         |      |
| Integrierte Gesamtschule                 | IGS Obernkirchen            | Obernkirchen | 471         |      |
| Gymnasium                                | Ernestinum                  | Rinteln      | 939         |      |
| Integrierte Gesamtschule                 | Hildburgschule              | Rinteln      | 768         |      |
| Integrierte Gesamtschule                 | IGS Rodenberg               | Rodenberg    | 813         |      |
| Gymnasium                                | Ratsgymnasium Stadthagen    | Stadthagen   | 910         |      |
| Oberschule                               | Schule am Schloßpark        | Stadthagen   | 418         |      |
| Gymnasium                                | Wilhelm-Busch-Gymnasium     | Stadthagen   | 811         |      |
| Integrierte Gesamtschule                 | IGS Schaumburg              | Stadthagen   | 1071        |      |
| Berufsbildende Schulen                   | BBS Rinteln                 | Rinteln      | 1686        |      |
| Berufsbildende Schulen                   | BBS Stadthagen              | Stadthagen   |             |      |

## Landkreis Stade
| Schulart                              | Schulname                           | Ort           | Schülerzahl | Lage |
| ------------------------------------- | ----------------------------------- | ------------- | ----------- | ---- |
| Oberschule                            | Schule am Auetal                    | Ahlerstedt    | 333         |      |
| Oberschule                            | Oberschule Apensen                  | Apensen       | 329         |      |
| Freie Waldorfschule                   | Freie Waldorfschule Apensen         | Apensen       |             |      |
| Realschule                            | Realschule Süd Buxtehude            | Buxtehude     | 653         |      |
| Gymnasium                             | Halepaghen-Schule                   | Buxtehude     | 1074        |      |
| Integrierte Gesamtschule              | IGS Buxtehude                       | Buxtehude     | 1028        |      |
| Gymnasium                             | Gymnasium Buxtehude Süd             | Buxtehude     | 1043        |      |
| Hauptschule                           | Hauptschule Süd Buxtehude           | Buxtehude     | 192         |      |
| Kooperative Gesamtschule              | Elbmarschen-Schule                  | Drochtersen   | 887         |      |
| Oberschule mit gym. Angebot           | Geestlandschule                     | Fredenbeck    | 487         |      |
| Grund- und Oberschule                 | Grund- und Oberschule Nordkehdingen | Freiburg      | 272         |      |
| Oberschule                            | Selma-Lagerlöf-Oberschule           | Harsefeld     | 564         |      |
| Gymnasium                             | Aue-Geest-Gymnasium                 | Harsefeld     | 974         |      |
| Oberschule mit gym. Angebot           | Porta-Coeli-Schule                  | Himmelpforten | 589         |      |
| Grund- und Oberschule in freier Träg. | Freie Schule Himmelpforten          | Himmelpforten |             |      |
| Oberschule                            | Johann-Hinrich-Pratje-Oberschule    | Horneburg     | 410         |      |
| Oberschule mit gym. Angebot           | Oberschule Jork                     | Jork          | 449         |      |
| Grund- und Oberschule                 | Grund- und Oberschule Oldendorf     | Oldendorf     | 451         |      |
| Hauptschule                           | Hauptschule Thuner Straße           | Stade         | 259         |      |
| Realschule                            | Realschule Camper Höhe              | Stade         | 590         |      |
| Realschule in freier Träg.            | Realschule ProMint                  | Stade         |             |      |
| Gymnasium                             | Vincent-Lübeck-Gymnasium            | Stade         | 1173        |      |
| Gymnasium                             | Athenaeum                           | Stade         | 1020        |      |
| Integrierte Gesamtschule              | IGS Stade                           | Stade         | 1061        |      |
| Freie Waldorfschule                   | Freie Waldorfschule Stade           | Stade         |             |      |
| Oberschule                            | Oberschule Steinkirchen             | Steinkirchen  | 243         |      |
| Berufsbildende Schulen                | BBS Buxtehude                       | Buxtehude     |             |      |
| Berufsbildende Schulen                | BBS I Jobelmann-Schule Stade        | Stade         |             |      |
| Berufsbildende Schulen                | BBS II Stade                        | Stade         |             |      |
| Berufsbildende Schulen                | BBS III Stade                       | Stade         |             |      |

## Landkreis Uelzen
| Schulart                 | Schulname                             | Ort            | Schülerzahl | Lage                              |
| ------------------------ | ------------------------------------- | -------------- | ----------- | --------------------------------- |
| Kooperative Gesamtschule | Kooperative Gesamtschule Bad Bevensen | Bad Bevensen   | 1645        |                                   |
| Oberschule               | Oberschule Bad Bodenteich             | Bad Bodenteich | 324         |                                   |
| Oberschule               | Oberschule Ebstorf                    | Ebstorf        | 471         |                                   |
| Oberschule               | Schule an der Wipperau                | Rosche         | 284         |                                   |
| Oberschule               | Hardautal-Schule                      | Suderburg      | 207         |                                   |
| Gymnasium                | Lessing-Gymnasium                     | Uelzen         | 902         |                                   |
| Oberschule               | Apollonia-Oberschule                  | Uelzen         | 605         |                                   |
| Gymnasium                | Herzog-Ernst-Gymnasium                | Uelzen         | 1018        | 52° 57′ 36,0″ N, 010° 33′ 38,2″ O |
| Berufsbildende Schulen   | BBS 1 Uelzen                          | Uelzen         | 2100        | 52° 58′ 00,5″ N, 010° 34′ 08,5″ O |
| Berufsbildende Schulen   | BBS 2 Uelzen – Georgsanstalt          | Uelzen         |             | 52° 57′ 36,2″ N, 010° 34′ 34,7″ O |

## Landkreis Vechta
| Schulart                    | Schulname                           | Ort                 | Schülerzahl | Lage |
| --------------------------- | ----------------------------------- | ------------------- | ----------- | ---- |
| Oberschule                  | St. Johannes-Schule                 | Bakum               | 287         |      |
| Realschule                  | Realschule Damme                    | Damme               | 596         |      |
| Hauptschule                 | Hauptschule Damme                   | Damme               | 185         |      |
| Gymnasium                   | Gymnasium Damme                     | Damme               | 1289        |      |
| Oberschule                  | Oberschule Dinklage                 | Dinklage            | 514         |      |
| Oberschule                  | Marienschule                        | Goldenstedt         | 343         |      |
| Oberschule                  | Georg-Kerschensteiner-Schule        | Holdorf             | 292         |      |
| Realschule                  | Albert-Schweitzer-Realschule        | Lohne               | 427         |      |
| Gymnasium                   | Gymnasium Lohne                     | Lohne               | 1250        |      |
| Realschule                  | Realschule Lohne                    | Lohne               | 399         |      |
| Hauptschule                 | Stegemannschule                     | Lohne               | 307         |      |
| Oberschule                  | Oberschule Neuenkirchen-Vörden      | Neuenkirchen-Vörden | 370         |      |
| Oberschule                  | Don-Bosco-Schule                    | Steinfeld           | 378         |      |
| Gymnasium                   | Gymnasium Antonianum                | Vechta              | 1050        |      |
| Oberschule                  | Geschwister-Scholl-Oberschule       | Vechta              | 693         |      |
| Gymnasium in kirchl. Träg.  | Kolleg St. Thomas                   | Vechta              | 700         |      |
| Gymnasium in kirchl. Träg.  | Liebfrauenschule Vechta             | Vechta              | 950         |      |
| Oberschule in kirchl. Träg. | Ludgerus-Schule Vechta              | Vechta              | 531         |      |
| Oberschule in kirchl. Träg. | Benedikt-Schule Visbek              | Visbek              |             |      |
| Berufsbildende Schulen      | Adolf-Kolping-Schule                | Lohne               |             |      |
| Berufsbildende Schulen      | Handelslehranstalten                | Lohne               |             |      |
| Berufsbildende Schulen      | Justus-von-Liebig-Schule            | Vechta              |             |      |
| Berufsbildende Schulen      | Fach- und Fachoberschule Marienhain | Vechta              |             |      |

## Landkreis Verden
| Schulart                                        | Schulname                       | Ort           | Schülerzahl | Lage |
| ----------------------------------------------- | ------------------------------- | ------------- | ----------- | ---- |
| Gymnasium                                       | Cato Bontjes van Beek-Gymnasium | Achim         | 1366        |      |
| Gymnasium                                       | Gymnasium am Markt              | Achim         | 791         |      |
| Integrierte Gesamtschule                        | IGS Achim                       | Achim         | 904         |      |
| Oberschule                                      | Aller-Weser-Oberschule          | Dörverden     | 357         |      |
| Oberschule                                      | Schule am Lindhoop              | Kirchlinteln  | 363         |      |
| Oberschule                                      | Oberschule Am Goldbach          | Langwedel     | 471         |      |
| Gymnasium                                       | Gymnasium Ottersberg            | Ottersberg    | 394         |      |
| Oberschule                                      | Wümmeschule                     | Ottersberg    | 470         |      |
| Integrierte Gesamtschule in freier Trägerschaft | Rudolf-Steiner-Schule           | Ottersberg    |             |      |
| Integrierte Gesamtschule                        | IGS Oyten                       | Oyten         | 799         |      |
| Oberschule mit gym. Angebot                     | Gudewill-Schule                 | Thedinghausen | 659         |      |
| Gymnasium                                       | Gymnasium am Wall               | Verden        | 921         |      |
| Gymnasium                                       | Domgymnasium                    | Verden        | 1238        |      |
| Oberschule                                      | Verdener Campus                 | Verden        | 780         |      |
| Berufsbildende Schulen                          | BBS Verden                      | Verden        |             |      |

## Landkreis Wesermarsch
| Schulart                                              | Schulname                                            | Ort                      | Schülerzahl | Lage |
| ----------------------------------------------------- | ---------------------------------------------------- | ------------------------ | ----------- | ---- |
| Oberschule                                            | Louis-Koopmann-Oberschule                            | Berne/Lemwerder          | 334         |      |
| Integrierte Gesamtschule                              | IGS Brake                                            | Brake                    | 428         |      |
| Gymnasium                                             | Gymnasium Brake                                      | Brake                    | 913         |      |
| Gymnasium, Realschule und Hauptschule in freier Träg. | Zinzendorfschule Tossens                             | Butjadingen              | 633         |      |
| Oberschule                                            | Oberschule Elsfleth                                  | Elsfleth                 | 318         |      |
| Gymnasium in freier Träg.                             | Jade-Gymnasium                                       | Jaderberg                |             |      |
| Oberschule                                            | Oberschule Jade                                      | Jaderberg                | 303         |      |
| Gymnasium                                             | Gymnasium Lemwerder                                  | Lemwerder                | 309         |      |
| Gymnasium                                             | Gymnasium Nordenham                                  | Nordenham                | 819         |      |
| Oberschule                                            | Oberschule I Nordenham                               | Nordenham                | 552         |      |
| Haupt- und Realschule                                 | Schule am Luisenhof                                  | Nordenham                | 390         |      |
| Oberschule                                            | Oberschule Rodenkirchen                              | Stadland                 | 326         |      |
| Berufsbildende Schulen                                | Berufsbildende Schulen für den Landkreis Wesermarsch | Brake/Elsfleth/Nordenham |             |      |

## Landkreis Wittmund
| Schulart                      | Schulname                              | Ort        | Schülerzahl | Lage |
| ----------------------------- | -------------------------------------- | ---------- | ----------- | ---- |
| Realschule                    | Carl-Gittermann-Realschule             | Esens      | 402         |      |
| Hauptschule                   | Herbert-Jander-Schule                  | Esens      | 217         |      |
| Gymnasium                     | Niedersächsisches Internatsgymnasium   | Esens      | 878         |      |
| Haupt- und Realschule         | Schule Altes Amt                       | Friedeburg | 419         |      |
| Grund-, Haupt- und Realschule | Inselschule Langeoog                   | Langeoog   | 98          |      |
| Grund- und Oberschule         | Inselschule Spiekeroog                 | Spiekeroog | 39          |      |
| Gymnasium in freier Träg.     | Hermann-Lietz-Schule                   | Spiekeroog | 90          |      |
| Oberschule                    | David-Fabricius-Ganztagsschule         | Westerholt | 241         |      |
| Kooperative Gesamtschule      | Alexander-von-Humboldt-Schule Wittmund | Wittmund   | 1177        |      |
| Berufsbildende Schulen        | BBS Wittmund                           | Wittmund   |             |      |

## Landkreis Wolfenbüttel
| Schulart                 | Schulname                       | Ort            | Schülerzahl | Lage |
| ------------------------ | ------------------------------- | -------------- | ----------- | ---- |
| Haupt- und Realschule    | Schule im Innerstetal           | Baddeckenstedt | 216         |      |
| Haupt- und Realschule    | Werla-Schule                    | Schladen-Werla | 266         |      |
| Integrierte Gesamtschule | IGS Schöppenstedt               | Schöppenstedt  | 338         |      |
| Oberschule               | Oberschule Sickte               | Sickte         | 679         |      |
| Hauptschule              | Erich-Kästner-Hauptschule       | Wolfenbüttel   | 237         |      |
| Realschule               | Leibniz-Realschule              | Wolfenbüttel   | 454         |      |
| Integrierte Gesamtschule | Henriette-Breymann-Gesamtschule | Wolfenbüttel   | 1088        |      |
| Integrierte Gesamtschule | IGS Wallstraße                  | Wolfenbüttel   | 954         |      |
| Gymnasium                | Große Schule                    | Wolfenbüttel   | 772         |      |
| Gymnasium                | Gymnasium im Schloss            | Wolfenbüttel   | 1190        |      |
| Gymnasium                | Theodor-Heuss-Gymnasium         | Wolfenbüttel   | 738         |      |
| Berufsbildende Schulen   | Carl-Gotthard-Langhans-Schule   | Wolfenbüttel   | 1500        |      |

## Stadt Braunschweig
| Schulart                              | Schulname                                                                             | Ort          | Schülerzahl | Lage                              |
| ------------------------------------- | ------------------------------------------------------------------------------------- | ------------ | ----------- | --------------------------------- |
| Gymnasium in freier Träg.             | Gymnasium Christophorusschule Ersatzschule im CJD                                     | Braunschweig | 600         |                                   |
| Gymnasium                             | Gaußschule Gymnasium am Löwenwall                                                     | Braunschweig | 1060        |                                   |
| Gymnasium                             | Hoffmann-von-Fallersleben-Schule                                                      | Braunschweig | 995         |                                   |
| Gymnasium                             | Gymnasium Kleine Burg                                                                 | Braunschweig | 867         |                                   |
| Gymnasium                             | Lessinggymnasium                                                                      | Braunschweig | 980         |                                   |
| Gymnasium                             | Martino-Katharineum                                                                   | Braunschweig | 998         |                                   |
| Gymnasium                             | Gymnasium Neue Oberschule                                                             | Braunschweig | 1133        |                                   |
| Gymnasium                             | Gymnasium Raabeschule                                                                 | Braunschweig | 919         | 52° 13′ 42,5″ N, 010° 32′ 13,1″ O |
| Gymnasium                             | Gymnasium Ricarda-Huch-Schule                                                         | Braunschweig | 1006        | 52° 16′ 45,4″ N, 010° 32′ 52,6″ O |
| Gymnasium                             | Wilhelm-Gymnasium                                                                     | Braunschweig | 1015        |                                   |
| Grund- und Hauptschule                | Grund- und Hauptschule Pestalozzistraße                                               | Braunschweig | 372         |                                   |
| Grund- und Hauptschule                | Grund- und Hauptschule Rüningen                                                       | Braunschweig | 270         |                                   |
| Hauptschule                           | Hauptschule Sophienstraße                                                             | Braunschweig | 260         |                                   |
| Integrierte Gesamtschule              | IGS Heidberg                                                                          | Braunschweig | 1038        |                                   |
| Integrierte Gesamtschule              | IGS Franzsches Feld                                                                   | Braunschweig | 868         | 52° 16′ 19,1″ N, 010° 32′ 59,0″ O |
| Integrierte Gesamtschule              | Sally-Perel-Gesamtschule                                                              | Braunschweig | 915         |                                   |
| Integrierte Gesamtschule              | IGS Querum                                                                            | Braunschweig | 829         |                                   |
| Integrierte Gesamtschule              | Wilhelm-Bracke-Gesamtschule                                                           | Braunschweig | 1341        |                                   |
| Realschule                            | Realschule Georg-Eckert-Straße                                                        | Braunschweig | 243         |                                   |
| Realschule                            | Realschule John-F.-Kennedy-Platz                                                      | Braunschweig | 401         |                                   |
| Realschule                            | Realschule Maschstraße                                                                | Braunschweig | 338         |                                   |
| Realschule                            | Nibelungen-Realschule                                                                 | Braunschweig | 370         |                                   |
| Realschule                            | Realschule Sidonienstraße                                                             | Braunschweig | 309         |                                   |
| Realschule in freier Träg.            | Realschule LebenLernen Ersatzschule GTS der Oskar Kämmer Schule                       | Braunschweig | 75          |                                   |
| Freie Waldorfschule                   | Freie Waldorfschule                                                                   | Braunschweig | 330         |                                   |
| Abendgymnasium                        | Abendgymnasium Braunschweig                                                           | Braunschweig | 48          |                                   |
| Kolleg                                | Braunschweig-Kolleg                                                                   | Braunschweig | 133         |                                   |
| internationale Schule in freier Träg. | internationale Schule                                                                 | Braunschweig |             |                                   |
| Berufsbildende Schulen                | Heinrich-Büssing-Schule, Berufsbildende Schulen Technik Braunschweig                  | Braunschweig | 2474        |                                   |
| Berufsbildende Schulen                | Helene-Engelbrecht-Schule                                                             | Braunschweig | 1140        |                                   |
| Berufsbildende Schulen                | Johannes-Selenka-Schule                                                               | Braunschweig | 1810        |                                   |
| Berufsbildende Schulen                | Martha-Fuchs-Schule                                                                   | Braunschweig | 808         |                                   |
| Berufsbildende Schulen                | Otto-Bennemann-Schule                                                                 | Braunschweig | 3609        |                                   |
| Berufsbildende Schulen                | Technikakademie der Stadt Braunschweig, Berufsbildende Schule, Fachschule für Technik | Braunschweig | 196         |                                   |

## Stadt Delmenhorst
| Schulart                 | Schulname                     | Ort         | Schülerzahl | Lage |
| ------------------------ | ----------------------------- | ----------- | ----------- | ---- |
| Gymnasium                | Gymnasium an der Willmsstraße | Delmenhorst | 1235        |      |
| Gymnasium                | Max-Planck-Gymnasium          | Delmenhorst | 1090        |      |
| Realschule               | Realschule Delmenhorst        | Delmenhorst | 904         |      |
| Hauptschule              | Hauptschule West              | Delmenhorst | 257         |      |
| Oberschule               | Wilhelm-von-der-Heyde-Schule  | Delmenhorst | 462         |      |
| Oberschule               | Oberschule Süd                | Delmenhorst | 593         |      |
| Integrierte Gesamtschule | IGS Delmenhorst               | Delmenhorst | 806         |      |
| Berufsbildende Schulen   | BBS I Delmenhorst             | Delmenhorst |             |      |
| Berufsbildende Schulen   | BBS II Kerschensteiner-Schule | Delmenhorst |             |      |

## Stadt Emden
| Schulart                 | Schulname                                                               | Ort   | Schülerzahl | Lage                              |
| ------------------------ | ----------------------------------------------------------------------- | ----- | ----------- | --------------------------------- |
| Gymnasium                | Johannes-Althusius-Gymnasium                                            | Emden | 1128        | 53° 22′ 33,0″ N, 007° 12′ 18,0″ O |
| Gymnasium                | Max-Windmüller-Gymnasium                                                | Emden | 736         | 53° 22′ 31,0″ N, 007° 11′ 59,0″ O |
| Oberschule               | Oberschule Borssum                                                      | Emden | 219         | 53° 20′ 39,0″ N, 007° 13′ 55,0″ O |
| Oberschule               | Oberschule Herrentor                                                    | Emden | 428         | 53° 21′ 49,0″ N, 007° 13′ 07,0″ O |
| Integrierte Gesamtschule | IGS Emden                                                               | Emden | 799         | 53° 20′ 39,0″ N, 007° 13′ 55,0″ O |
| Grund- und Oberschule    | Grund- und Oberschule Wybelsum                                          | Emden | 376         | 53° 21′ 08,0″ N, 007° 06′ 12,0″ O |
| Berufsbildende Schulen   | BBS I Emden – Berufliche Gymnasien (Wirtschaft und Soziales/Gesundheit) | Emden |             | 53° 22′ 32,0″ N, 007° 12′ 01,0″ O |
| Berufsbildende Schulen   | BBS II Emden – Berufliche Gymnasien (Technik und Soziales/Gesundheit)   | Emden |             | 53° 22′ 30,0″ N, 007° 11′ 50,0″ O |

## Stadt Oldenburg
| Schulart                                | Schulname                                            | Ort       | Schülerzahl | Lage |
| --------------------------------------- | ---------------------------------------------------- | --------- | ----------- | ---- |
| Gymnasium                               | Altes Gymnasium Oldenburg                            | Oldenburg | 964         |      |
| Gymnasium                               | Caecilienschule                                      | Oldenburg | 913         |      |
| Gymnasium                               | Gymnasium Eversten Oldenburg                         | Oldenburg | 1023        |      |
| Gymnasium                               | Graf-Anton-Günther-Schule                            | Oldenburg | 1031        |      |
| Gymnasium                               | Herbartgymnasium                                     | Oldenburg | 1159        |      |
| Gymnasium                               | Neues Gymnasium Alexanderstraße                      | Oldenburg | 948         |      |
| Oberschule                              | Oberschule Alexanderstraße                           | Oldenburg | 506         |      |
| Oberschule                              | Oberschule Eversten                                  | Oldenburg | 452         |      |
| Oberschule                              | Oberschule Ofenerdiek                                | Oldenburg | 407         |      |
| Oberschule                              | Oberschule Osternburg                                | Oldenburg | 521         |      |
| Integrierte Gesamtschule                | IGS Flötenteich                                      | Oldenburg | 1257        |      |
| Integrierte Gesamtschule                | Helene-Lange-Schule                                  | Oldenburg | 908         |      |
| Integrierte Gesamtschule                | IGS Kreyenbrück                                      | Oldenburg | 1006        |      |
| Gymnasium in freier Träg.               | Liebfrauenschule Oldenburg                           | Oldenburg | 780         |      |
| Oberschule in kirchl. Träg.             | Paulusschule                                         | Oldenburg |             |      |
| Grund- und Gesamtschule in freier Träg. | Freie Schule Oldenburg                               | Oldenburg |             |      |
| Grund- und Oberschule in freier Träg.   | Freie Humanistische Schule                           | Oldenburg |             |      |
| Freie Waldorfschule                     | Freie Waldorfschule Oldenburg                        | Oldenburg | 480         |      |
| Berufsbildende Schulen                  | BBS Haarentor der Stadt Oldenburg                    | Oldenburg | 2300        |      |
| Berufsbildende Schulen                  | BBS Wechloy                                          | Oldenburg | 3400        |      |
| Berufsbildende Schulen                  | BBS 3 Oldenburg                                      | Oldenburg |             |      |
| Berufsbildende Schulen                  | Bildungszentrum für Technik und Gestaltung Oldenburg | Oldenburg |             |      |

## Stadt Osnabrück
| Schulart                    | Schulname                                                | Ort       | Schülerzahl | Lage                              |
| --------------------------- | -------------------------------------------------------- | --------- | ----------- | --------------------------------- |
| Gymnasium                   | Gymnasium Carolinum                                      | Osnabrück | 1102        |                                   |
| Gymnasium                   | Ernst-Moritz-Arndt-Gymnasium im Schulzentrum Sonnenhügel | Osnabrück | 751         |                                   |
| Gymnasium                   | Graf-Stauffenberg-Gymnasium                              | Osnabrück | 942         |                                   |
| Gymnasium                   | Gymnasium „In der Wüste“                                 | Osnabrück | 1132        |                                   |
| Gymnasium                   | Ratsgymnasium Osnabrück                                  | Osnabrück | 972         |                                   |
| Integrierte Gesamtschule    | IGS Osnabrück                                            | Osnabrück | 1068        |                                   |
| Kooperative Gesamtschule    | Gesamtschule Schinkel                                    | Osnabrück | 1557        |                                   |
| Oberschule                  | Oberschule am Sonnenhügel im Schulzentrum Sonnenhügel    | Osnabrück | 519         |                                   |
| Oberschule                  | Bertha-von-Suttner-Oberschule                            | Osnabrück | 508         |                                   |
| Oberschule                  | Erich-Maria-Remarque-Oberschule                          | Osnabrück | 518         |                                   |
| Oberschule                  | Friedensschule                                           | Osnabrück | 239         |                                   |
| Gymnasium in kirchl. Träg.  | Angelaschule                                             | Osnabrück | 1080        |                                   |
| Gymnasium in kirchl. Träg.  | Ursulaschule Osnabrück                                   | Osnabrück | 1000        |                                   |
| Oberschule in kirchl. Träg. | Domschule                                                | Osnabrück |             |                                   |
| Oberschule in kirchl. Träg. | Thomas-Morus-Schule                                      | Osnabrück |             |                                   |
| Abendgymnasium              | Abendgymnasium Sophie Scholl                             | Osnabrück | 102         |                                   |
| Berufsbildende Schulen      | BBS Brinkstraße                                          | Osnabrück | 4500        | 52° 15′ 31,0″ N, 008° 02′ 56,0″ O |
| Berufsbildende Schulen      | BBS in Osnabrück-Haste                                   | Osnabrück |             |                                   |
| Berufsbildende Schulen      | Berufsschulzentrum am Westerberg                         | Osnabrück |             |                                   |
| Berufsbildende Schulen      | BBS am Schölerberg                                       | Osnabrück |             |                                   |
| Berufsbildende Schulen      | BBS am Pottgraben                                        | Osnabrück |             |                                   |

## Stadt Salzgitter
| Schulart                 | Schulname                     | Ort        | Schülerzahl | Lage |
| ------------------------ | ----------------------------- | ---------- | ----------- | ---- |
| Gymnasium                | Gymnasium am Fredenberg       | Salzgitter | 572         |      |
| Gymnasium                | Kranich-Gymnasium             | Salzgitter | 1003        |      |
| Gymnasium                | Gymnasium Salzgitter-Bad      | Salzgitter | 1072        |      |
| Integrierte Gesamtschule | IGS Salzgitter                | Salzgitter | 938         |      |
| Realschule               | Emil-Langen-Realschule        | Salzgitter | 619         |      |
| Realschule               | Realschule Gebhardshagen      | Salzgitter | 301         |      |
| Realschule               | Gottfried-Linke-Realschule    | Salzgitter | 552         |      |
| Realschule               | Realschule Salzgitter-Bad     | Salzgitter | 537         |      |
| Realschule               | Realschule Salzgitter-Thiede  | Salzgitter | 265         |      |
| Hauptschule              | Hauptschule am Fredenberg     | Salzgitter | 231         |      |
| Hauptschule              | Hauptschule An der Klunkau    | Salzgitter | 254         |      |
| Hauptschule              | Dr.-Klaus-Schmidt-Hauptschule | Salzgitter | 217         |      |
| Hauptschule              | Hauptschule Thiede            | Salzgitter | 128         |      |
| Grund- und Hauptschule   | Schule Am Gutspark            | Salzgitter | 216         |      |
| Berufsbildende Schulen   | BBS Fredenberg                | Salzgitter |             |      |
| Berufsbildende Schulen   | Ludwig-Erhard-Schule          | Salzgitter |             |      |

## Stadt Wilhelmshaven
| Schulart                    | Schulname                            | Ort           | Schülerzahl | Lage |
| --------------------------- | ------------------------------------ | ------------- | ----------- | ---- |
| Oberschule in kirchl. Träg. | Franziskusschule Wilhelmshaven       | Wilhelmshaven |             |      |
| Gymnasium in kirchl. Träg.  | Cäcilienschule                       | Wilhelmshaven | 800         |      |
| Integrierte Gesamtschule    | IGS Wilhelmshaven                    | Wilhelmshaven | 1289        |      |
| Gymnasium                   | Neues Gymnasium Wilhelmshaven        | Wilhelmshaven | 1259        |      |
| Oberschule                  | Oberschule Nordsee Campus            | Wilhelmshaven | 260         |      |
| Oberschule                  | Oberschule Stadtmitte                | Wilhelmshaven | 445         |      |
| Berufsbildende Schulen      | Berufsbildende Schulen Wilhelmshaven | Wilhelmshaven |             |      |

## Stadt Wolfsburg
| Schulart                                                        | Schulname                            | Ort       | Schülerzahl | Lage |
| --------------------------------------------------------------- | ------------------------------------ | --------- | ----------- | ---- |
| Hauptschule                                                     | Hauptschule Vorsfelde                | Wolfsburg | 219         |      |
| Realschule                                                      | Realschule Vorsfelde                 | Wolfsburg | 648         |      |
| Gymnasium                                                       | Phoenix-Gymnasium                    | Wolfsburg | 1016        |      |
| Hauptschule                                                     | Hauptschule Fallersleben             | Wolfsburg | 271         |      |
| Realschule                                                      | Hoffmann-von-Fallersleben-Realschule | Wolfsburg | 678         |      |
| Gymnasium                                                       | Gymnasium Fallersleben               | Wolfsburg | 882         |      |
| Gymnasium                                                       | Ratsgymnasium                        | Wolfsburg | 909         |      |
| Oberschule                                                      | Wolfsburger Oberschule               | Wolfsburg | 632         |      |
| Gymnasium                                                       | Albert-Schweitzer-Gymnasium          | Wolfsburg | 702         |      |
| Oberschule und Gymnasium in kirchlicher Trägerschaft            | Eichendorffschule                    | Wolfsburg |             |      |
| Gymnasium                                                       | Theodor-Heuss-Gymnasium              | Wolfsburg | 914         |      |
| Integrierte Gesamtschule                                        | Heinrich-Nordhoff-Gesamtschule       | Wolfsburg | 1228        |      |
| Integrierte Gesamtschule und Grundschule                        | Leonardo-da-Vinci-Gesamtschule       | Wolfsburg | 1056        |      |
| Integrierte Gesamtschule und Grundschule in freier Trägerschaft | Neue Schule                          | Wolfsburg |             |      |
| Freie Waldorfschule                                             | Freie Waldorfschule Wolfsburg        | Wolfsburg |             |      |
| Kolleg                                                          | Wolfsburg-Kolleg                     | Wolfsburg | 46          |      |
| Berufsbildende Schulen                                          | Carl-Hahn-Schule                     | Wolfsburg |             |      |
| Berufsbildende Schulen                                          | BBS 2 (zwei Standorte)               | Wolfsburg |             |      |
| Berufsbildende Schulen                                          | BBS Anne-Marie-Tausch                | Wolfsburg |             |      |